# Teoría de la representación del grupo de Lorentz

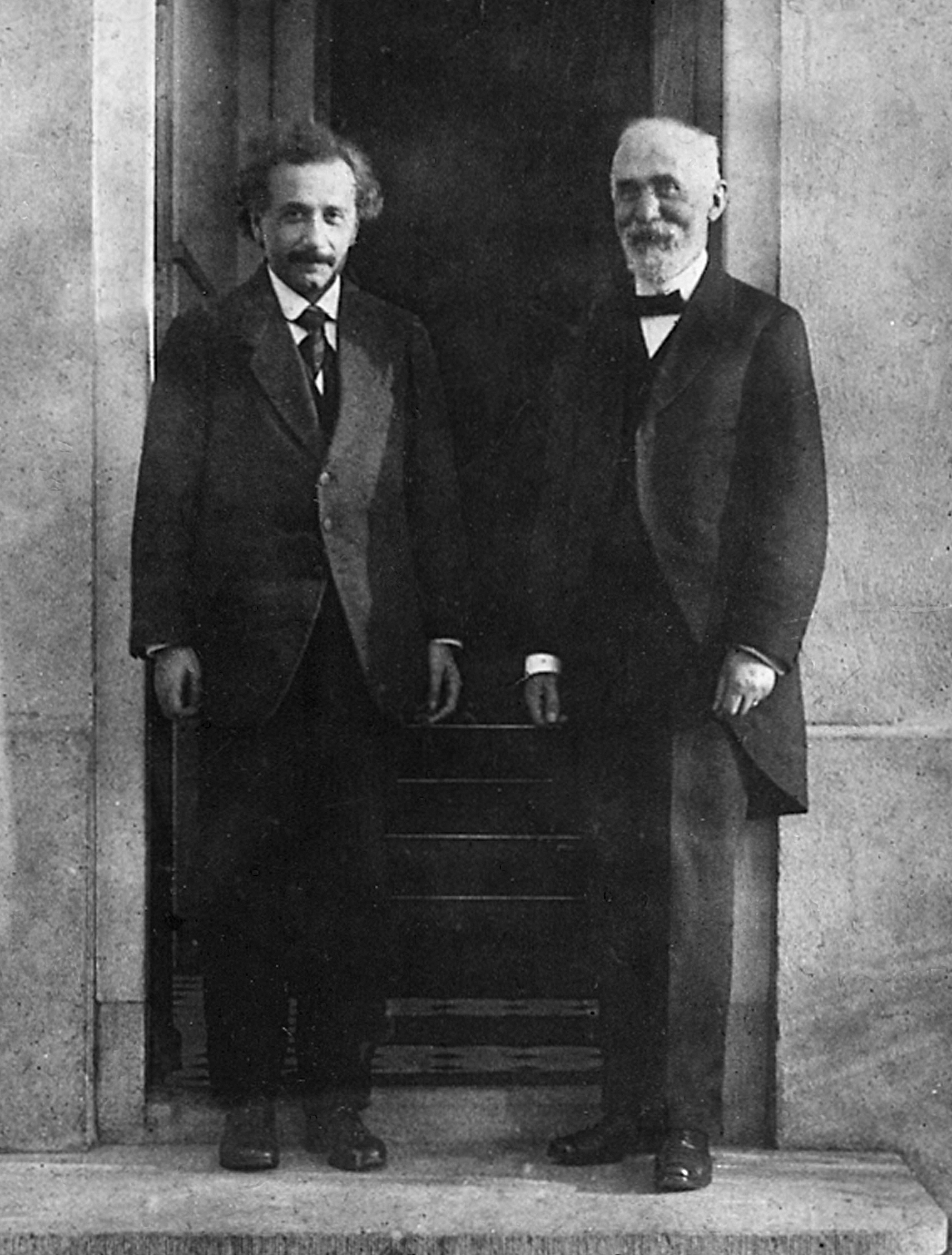
Hendrik Antoon Lorentz (derecha), de quien lleva el nombre el grupo de Lorentz; y Albert Einstein, cuya teoría de la relatividad especial es su principal fuente de aplicación. Foto tomada por Paul Ehrenfest 1921

El grupo de Lorentz es un grupo de Lie de simetrías del espacio-tiempo de la teoría de la relatividad especial. Este grupo se puede realizar como una colección de matrices, aplicaciones lineales o también operadores unitarios en algunos espacios de Hilbert; y posee distintas representaciones. Este grupo es significativo porque la relatividad especial junto con mecánica cuántica son las dos teorías físicas más completamente establecidas, y la conjunción de estas dos teorías es el estudio de las representaciones unitarias de dimensión infinita del grupo de Lorentz. Estas representaciones tienen tanto importancia histórica en la física convencional, como conexiones con teorías actuales más especulativas.

## Desarrollo
La teoría completa de las representaciones de dimensión finita del álgebra de Lie del grupo de Lorentz se deduce utilizando el marco general de la teoría de representación de las álgebras de Lie semisimples. Las representaciones de dimensión finita del componente conectado {\displaystyle {\text{SO}}(3;1)^{+}} del grupo de Lorentz completo O(3; 1) se obtienen empleando la correspondencia de Lie y la exponencial de una matriz. Se obtiene la teoría completa de representación de dimensión finita del grupo de recubrimiento universal (y también del grupo espinorial, en un doble recubrimiento) {\displaystyle {\text{SL}}(2,\mathbb {C} )} de {\displaystyle {\text{SO}}(3;1)^{+}}, y se da explícitamente en términos de acción en un espacio funcional en representaciones de {\displaystyle {\text{SL}}(2,\mathbb {C} )} y de {\displaystyle {\mathfrak {sl}}(2,\mathbb {C} )}. Las representaciones de la inversión del tiempo y de la inversión del espacio se dan en el epígrafe inversión del espacio e inversión del tiempo, completando la teoría de dimensión finita para el grupo de Lorentz completo. Se describen las propiedades de las representaciones (m, n) generales. Se considera la acción sobre espacios funcionales, y la acción sobre los armónicos esféricos y las funciones P de Riemann aparecen como ejemplos. El caso de dimensión infinita de las representaciones unitarias irreducibles se detalla para {\displaystyle {\text{SL}}(2,\mathbb {C} )}, la serie principal y la serie complementaria. Finalmente, se proporciona Fórmula de Plancherel para {\displaystyle {\text{SL}}(2,\mathbb {C} )}, y las representaciones de SO(3, 1) se clasifican y se realizan para álgebras de Lie.
El desarrollo de la teoría de la representación ha seguido históricamente el desarrollo de la teoría más general de la teoría de la representación de grupos reductivos, en gran parte debida a Élie Cartan y a Hermann Weyl, pero el grupo de Lorentz también ha recibido especial atención debido a su importancia en física. Autores de aportaciones notables fueron el físico Eugene Paul Wigner y el matemático Valentine Bargmann, con su Programa de Bargmann-Wigner, una de cuyas conclusiones es, aproximadamente, que una clasificación de todas las representaciones unitarias del grupo no homogéneo de Lorentz equivale a una clasificación de todas las posibles ecuaciones de ondas relativistas. La clasificación de las representaciones irreducibles de dimensión infinita del grupo de Lorentz fue establecida por el estudiante de doctorado en física teórica de Paul Dirac, Harish-Chandra, más tarde convertido en matemático, en 1947. La clasificación correspondiente para {\displaystyle \mathrm {SL} (2,\mathbb {C} )} fue publicada de forma independiente por Bargmann e Israel Guelfand junto con Mark Naimark en el mismo año.

## Aplicaciones
Muchas de las representaciones, tanto de dimensión finita como de dimensión infinita, son importantes en la física teórica. Las representaciones aparecen en la descripción de campos en la teoría clásica de campos, siendo el más importante el campo electromagnético, y de partículas en mecánica cuántica relativista, así como de partículas y campos cuánticos en la teoría cuántica de campos y de otros objetos en la teoría de cuerdas y más allá. La teoría de la representación también proporciona la base teórica para el concepto de spin. La teoría entra en relatividad general en el sentido de que en regiones suficientemente pequeñas del espacio-tiempo, la física es la de la relatividad especial.
Las representaciones no unitarias irreducibles de dimensión finita junto con las representaciones unitarias irreducibles de dimensión infinita del grupo no homogéneo de Lorentz, el grupo de Poincaré, son las representaciones que tienen relevancia física directa.
Las representaciones unitarias de dimensión infinita del grupo de Lorentz aparecen por restricción de las representaciones unitarias de dimensión infinita irreducibles del grupo de Poincaré que actúan sobre los espacios de Hilbert de la mecánica cuántica relativista y de la teoría cuántica de campos. Pero estos también son de interés matemático y de relevancia física directa potencial con otros cometidos además del de la mera restricción. Hubo teorías especulativas, (los tensores y los espinores tienen infinitas contrapartes en los expansores de Dirac y los expinores de Harish-Chandra) consistentes con la relatividad y la mecánica cuántica, pero no han encontrado ninguna aplicación física probada. Las teorías especulativas modernas tienen potencialmente ingredientes similares, según se detalla a continuación.

### Teoría clásica de campos
Si bien el campo electromagnético junto con el campo gravitatorio son los únicos campos clásicos que proporcionan descripciones precisas de la naturaleza, otros tipos de campos clásicos también son importantes. En el enfoque de la teoría cuántica de campos (TCC), denominado segunda cuantización, el punto de partida es uno o más campos clásicos, donde, por ejemplo, las funciones de onda que resuelven la ecuación de Dirac se consideran campos clásicos antes de la (segunda) cuantificación. Si bien la segunda cuantificación y el formalismo Lagrangiano asociado a ella no es un aspecto fundamental de la teoría cuántica de campos, es cierto que hasta ahora todas las teorías cuánticas de campos pueden abordarse de esta manera, incluido el modelo estándar de la física de partículas. En estos casos, existen versiones clásicas de las ecuaciones de campo que siguen las ecuaciones de Euler-Lagrange derivadas del lagrangiano usando el principio de mínima acción. Estas ecuaciones de campo deben ser relativistas invariantes y sus soluciones (que se calificarán como funciones de onda relativistas según a la definición siguiente) debe transformarse bajo alguna representación del grupo de Lorentz.
La acción del grupo de Lorentz en el espacio de configuraciones de campo (una configuración de campo es la historia espacio-temporal de una solución particular, por ejemplo, el campo electromagnético en todo el espacio durante todo el tiempo es una configuración de un campo) se asemeja a la acción sobre los espacios de Hilbert de la mecánica cuántica, excepto en que los conmutadores son reemplazados por los corchetes de Poisson teóricos del campo.

### Mecánica cuántica relativista
Para los presentes propósitos se hace la siguiente definición: una función de onda relativista es un conjunto de funciones n ψα en el espacio-tiempo que se transforma bajo una transformación arbitraria propia de Lorentz Λ como
{\displaystyle \psi '^{\alpha }(x)=D{[\Lambda ]^{\alpha }}_{\beta }\psi ^{\beta }\left(\Lambda ^{-1}x\right),}
donde D[Λ] es una matriz n dimensional representativa de Λ que pertenece a alguna suma directa de las representaciones (m, n) que se presentarán a continuación.
Las teorías de una partícula de la mecánica cuántica relativista más útiles (no existen teorías de este tipo totalmente consistentes) son la ecuación de Klein-Gordon y la ecuación de Dirac en su configuración original. Son relativistamente invariantes y sus soluciones se transforman bajo el grupo de Lorentz como escalares de Lorentz ((m, n)= (0, 0)) y los biespinores ((0, 12) ⊕ (12, 0)) respectivamente. El campo electromagnético es una función de onda relativista según esta definición, que se transforma bajo (1, 0) ⊕ (0, 1).
Las representaciones de dimensión infinita se pueden utilizar en el análisis de la dispersión.

### Teoría cuántica de campos
En la teoría cuántica de campos entra el cumplimiento de la invariancia relativista, entre otras cosas en el sentido de que la matriz S necesariamente debe ser invariante de Poincaré. Esto tiene la implicación de que hay una o más representaciones de dimensión infinita del grupo de Lorentz que actúan sobre un espacio de Fock. Una forma de garantizar la existencia de tales representaciones es la existencia de una descripción lagrangiana (con algunos requisitos básicos impuestos, véase la referencia) del sistema utilizando el formalismo canónico, del que se puede deducir una realización de los generadores del grupo de Lorentz.
Las transformaciones de los operadores de campo ilustran el papel complementario desempeñado por las representaciones de dimensión finita del grupo de Lorentz y las representaciones unitarias de dimensión infinita del grupo de Poincaré, testimoniando la profunda unidad entre las matemáticas y la física. A modo de ilustración, considérese la definición de un operador de campo de n componentes: Un operador de campo relativista es un conjunto de n funciones valoradas por el operador en el espacio-tiempo que se transforma bajo las transformaciones de Poincaré propias (Λ, a) según
{\displaystyle \Psi ^{\alpha }(x)\to \Psi '^{\alpha }(x)=U[\Lambda ,a]\Psi ^{\alpha }(x)U^{-1}\left[\Lambda ,a\right]=D{\left[\Lambda ^{-1}\right]^{\alpha }}_{\beta }\Psi ^{\beta }(\Lambda x+a)}
Aquí, U[Λ, a] es el operador unitario que representa (Λ, a) en el espacio de Hilbert en el que se define Ψ, y D es una representación n dimensional del grupo de Lorentz. La regla de transformación es el segundo axioma de Wightman de la teoría cuántica de campos.
Por consideraciones de restricciones diferenciales a las que debe estar sujeto el operador de campo para describir una sola partícula con masa definida m y espín s (o helicidad), se deduce que
| :{\displaystyle \Psi ^{\alpha }(x)=\sum _{\sigma }\int dp\left(a(\mathbf {p} ,\sigma )u^{\alpha }(\mathbf {p} ,\sigma )e^{ip\cdot x}+a^{\dagger }(\mathbf {p} ,\sigma )v^{\alpha }(\mathbf {p} ,\sigma )e^{-ip\cdot x}\right),} | \| \| \| \| \| \| \| \| | (X1) |
| |                         |      |
| |                         |      |

donde a†, a se interpretan como los operadores de creación y aniquilación respectivamente. El operador de creación a† se transforma según
{\displaystyle a^{\dagger }(\mathbf {p} ,\sigma )\rightarrow a'^{\dagger }\left(\mathbf {p} ,\sigma \right)=U[\Lambda ]a^{\dagger }(\mathbf {p} ,\sigma )U\left[\Lambda ^{-1}\right]=a^{\dagger }(\Lambda \mathbf {p} ,\rho )D^{(s)}{\left[R(\Lambda ,\mathbf {p} )^{-1}\right]^{\rho }}_{\sigma },}
y lo mismo ocurre con el operador de aniquilación. El punto a destacar es que el operador de campo se transforma según una representación no unitaria de dimensión finita del grupo de Lorentz, mientras que el operador de creación se transforma bajo la representación unitaria de dimensión infinita del grupo de Poincaré caracterizado por la masa y el espín (m, s) de la partícula. La conexión entre ambos son las funciones de onda, también conocidas como funciones de coeficientes
{\displaystyle u^{\alpha }(\mathbf {p} ,\sigma )e^{ip\cdot x},\quad v^{\alpha }(\mathbf {p} ,\sigma )e^{-ip\cdot x}}
que portan tanto los índices (x, α) operados por las transformaciones de Lorentz como los índices (p, σ) operados por las transformaciones de Poincaré. A esto se le puede llamar conexión Lorentz-Poincaré. Para exhibir la conexión, se debe someter a ambos lados de la ecuación (X1) a una transformación de Lorentz que resulte, por ejemplo, en la variable u,
{\displaystyle {D[\Lambda ]^{\alpha }}_{\alpha '}u^{\alpha '}(\mathbf {p} ,\lambda )={D^{(s)}[R(\Lambda ,\mathbf {p} )]^{\lambda '}}_{\lambda }u^{\alpha }\left(\Lambda \mathbf {p} ,\lambda '\right),}
donde D es el grupo de Lorentz no unitario representativo de Λ; y D(s) es un representante unitario de la llamada rotación de Wigner R asociado a Λ y a p que se deduce de la representación del grupo de Poincaré, y s es el espín de la partícula.
Todas las fórmulas anteriores, incluida la definición del operador de campo en términos de operadores de creación y aniquilación, así como las ecuaciones diferenciales satisfechas por el operador de campo para una partícula con masa y espín específicos y la representación (m, n) bajo la cual se supone la transformación y también la de la función de onda pueden derivarse únicamente de consideraciones teóricas de grupo una vez que se conocen los marcos de la mecánica cuántica y de la relatividad especial.

### Teorías especulativas
En aquellas teorías en las que el espacio-tiempo puede tener más de D= 4 dimensiones, los grupos generalizados de Lorentz O(D − 1; 1) de la dimensión apropiada toman el lugar de O(3; 1).
El requisito de la invariancia de Lorentz adquiere quizás su efecto más llamativo en la teoría de cuerdas. Las cuerdas relativistas clásicas se pueden manejar en el marco lagrangiano utilizando la acción de Nambu-Goto. Esto da como resultado una teoría relativistamente invariante en cualquier dimensión del espacio-tiempo. Pero resulta que las teorías de cuerdas bosónicas abiertas y cerradas (las teorías de cuerdas más simples) son imposibles de cuantificar de tal manera que el grupo de Lorentz esté representado en el espacio de estados (un espacio de Hilbert) a menos que la dimensión del espacio-tiempo sea 26. El resultado correspondiente para la teoría de supercuerdas se deduce nuevamente exigiendo la invariancia de Lorentz, pero ahora con supersimetría. En estas teorías, el grupo de Poincaré se reemplaza por un álgebra supersimétrica que es un álgebra de Lie graduada Z2 que extiende el álgebra de Poincaré. La estructura de tal álgebra está fijada en gran medida por las exigencias de la invariancia de Lorentz. En particular, los operadores fermiónicos (de grado 1) pertenecen a un espacio de representación (0, 12) o (12, 0) del álgebra de Lie (ordinaria) de Lorentz. La única dimensión posible del espacio-tiempo en tales teorías es 10.

## Representaciones de dimensión finita
La teoría de la representación de grupos en general, y de los grupos de Lie en particular, es un tema muy rico. El grupo de Lorentz tiene algunas propiedades que lo hacen agradable y otras que lo hacen no muy agradable dentro del contexto de la teoría de la representación. El grupo es simple y, por lo tanto, semisimple, pero no es conexa y ninguno de sus componentes es simplemente conexo. Además, el grupo de Lorentz no es compacto.
Para representaciones de dimensión finita, la presencia de la semisimplicidad significa que el grupo de Lorentz puede abordarse de la misma manera que otros grupos semisimples utilizando una teoría bien desarrollada. Además, todas las representaciones se construyen a partir de las representaciones irreducibles, ya que el álgebra de Lie posee la propiedad de reducibilidad completa. Pero la falta de compacidad del grupo de Lorentz, en combinación con su falta de conectividad simple, no puede abordarse en todos los aspectos como en el marco simple que se aplica a grupos compactos y simplemente conexos. La no compacidad implica, para un grupo de Lie simple conexo, que no existen representaciones unitarias de dimensión finita no triviales. La falta de conexión simple da lugar a las representaciones de espín del grupo. La falta de conexión significa que, para las representaciones del grupo Lorentz completo, la inversión del tiempo y inversión de la orientación espacial deben tratarse por separado.

### Historia
El desarrollo de la teoría de la representación de dimensión finita del grupo de Lorentz sigue principalmente al de la teoría de la representación en general. La que sería conocida como teoría de Lie se originó en 1873 con Sophus Lie. En 1888, la clasificación de álgebras de Lie simples fue esencialmente completada por Wilhelm Killing. En 1913, el teorema del peso máximo completó el trabajo de Élie Cartan sobre las representaciones de álgebras de Lie simples, el camino que se sigue aquí. Richard Brauer fue durante el período 1935-1938 en gran parte responsable del desarrollo de las matrices de Weyl-Brauer, que describen cómo las representaciones de espín del álgebra de Lie de Lorentz pueden integrarse en el álgebra de Clifford. El grupo de Lorentz también ha recibido históricamente especial atención en la teoría de la representación, véase la historia de las representaciones unitarias de dimensión infinita a continuación, debido a su importancia excepcional en la física. Los matemáticos Hermann Weyl y Harish-Chandra y los físicos Eugene Paul Wigner y Valentine Bargmann hicieron contribuciones sustanciales tanto a la teoría de la representación general como al grupo de Lorentz en particular. El físico Paul Dirac fue quizás el primero en unir todo claramente en una aplicación práctica de gran importancia duradera con la ecuación de Dirac en 1928.

### Álgebra de Lie

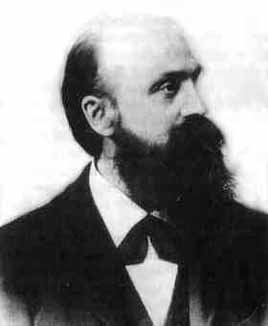
Wilhelm Killing descubrió independientemente las álgebras de Lie. Las álgebras de Lie simples fueron clasificadas por primera vez por él en 1888

Esta sección aborda las representaciones lineales complejas irreducibles de la complejificación {\displaystyle {\mathfrak {so}}(3;1)_{\mathbb {C} }} del álgebra de Lie {\displaystyle {\mathfrak {so}}(3;1)} del grupo de Lorentz. Una base conveniente para {\displaystyle {\mathfrak {so}}(3;1)} viene dada por los tres generadores Ji del movimiento de rotación y los tres generadores Ki del impulso. Se dan explícitamente en convenciones y bases del álgebra de Lie.
El álgebra de Lie es complejizado, y se cambia la base a los componentes de sus dos ideales
{\displaystyle \mathbf {A} ={\frac {\mathbf {J} +i\mathbf {K} }{2}},\quad \mathbf {B} ={\frac {\mathbf {J} -i\mathbf {K} }{2}}.}
Los componentes de A= (A1, A2, A3) y B= (B1, B2, B3) satisfacen por separado las relaciones de conmutación del álgebra de Lie {\displaystyle {\mathfrak {su}}(2)} y, además, conmutan entre sí,
{\displaystyle \left[A_{i},A_{j}\right]=i\varepsilon _{ijk}A_{k},\quad \left[B_{i},B_{j}\right]=i\varepsilon _{ijk}B_{k},\quad \left[A_{i},B_{j}\right]=0,}
donde i, j, k son índices, cada uno de los cuales toma valores 1, 2, 3, y εijk es el símbolo de Levi-Civita tridimensional. Sean {\displaystyle \mathbf {A} _{\mathbb {C} }} y {\displaystyle \mathbf {B} _{\mathbb {C} }} los generadores complejos de A y B respectivamente.
Se tienen los isomorfismos
| :{\displaystyle {\begin{aligned}{\mathfrak {so}}(3;1)\hookrightarrow {\mathfrak {so}}(3;1)_{\mathbb {C} }&\cong \mathbf {A} _{\mathbb {C} }\oplus \mathbf {B} _{\mathbb {C} }\cong {\mathfrak {su}}(2)_{\mathbb {C} }\oplus {\mathfrak {su}}(2)_{\mathbb {C} }\\[5pt]&\cong {\mathfrak {sl}}(2,\mathbb {C} )\oplus {\mathfrak {sl}}(2,\mathbb {C} )\\[5pt]&\cong {\mathfrak {sl}}(2,\mathbb {C} )\oplus i{\mathfrak {sl}}(2,\mathbb {C} )={\mathfrak {sl}}(2,\mathbb {C} )_{\mathbb {C} }\hookleftarrow {\mathfrak {sl}}(2,\mathbb {C} ),\end{aligned}}} | \| \| \| \| \| \| \| \| | (A1 ) |
| |                         |       |
| |                         |       |

donde {\displaystyle {\mathfrak {sl}}(2,\mathbb {C} )} es la complejización de {\displaystyle {\mathfrak {su}}(2)\cong \mathbf {A} \cong \mathbf {B} .}
La utilidad de estos isomorfismos proviene del hecho de que se conocen todas las representaciones de {\displaystyle {\mathfrak {su}}(2)} irreducibles y, por lo tanto, todas las representaciones lineales complejas irreducibles de {\displaystyle {\mathfrak {sl}}(2,\mathbb {C} ),}. La representación lineal compleja irreducible de {\displaystyle {\mathfrak {sl}}(2,\mathbb {C} )} es isomorfa a una de las representaciones de peso mayor, que se describen explícitamente en representaciones lineales complejas de {\displaystyle {\mathfrak {sl}}(2,\mathbb {C} ).}

#### El truco unitario

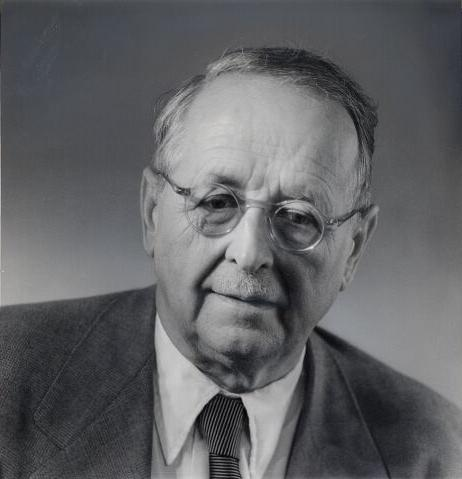
Hermann Weyl, inventor del truco unitario. Hay varios conceptos y fórmulas en la teoría de la representación que llevan el nombre de Weyl, como por ejemplo, el grupo de Weyl y la fórmula del caracter de Weyl

El álgebra de Lie {\displaystyle {\mathfrak {sl}}(2,\mathbb {C} )\oplus {\mathfrak {sl}}(2,\mathbb {C} )} cumple que {\displaystyle {\text{SL}}(2,\mathbb {C} )\times {\text{SL}}(2,\mathbb {C} ).} Contiene el subgrupo compacto SU(2) × SU(2) con el álgebra de Lie {\displaystyle {\mathfrak {su}}(2)\oplus {\mathfrak {su}}(2).} Este último es una forma real compacta de {\displaystyle {\mathfrak {sl}}(2,\mathbb {C} )\oplus {\mathfrak {sl}}(2,\mathbb {C} ).} Por lo tanto, desde el primer enunciado del truco unitario, las representaciones de SU(2) × SU(2) están en correspondencia uno a uno con representaciones holomorfas de {\displaystyle {\text{SL}}(2,\mathbb {C} )\times {\text{SL}}(2,\mathbb {C} ).}
Por compacidad, el teorema de Peter-Weyl se aplica a SU(2) × SU(2), y, por lo tanto, se puede apelar a la ortonormalidad de la teoría de caracteres. 
Las representaciones unitarias irreducibles de SU(2) × SU(2) son precisamente los productos tensoriales de representaciones unitarias irreducibles de SU(2).
Apelando a la simple conexión, se aplica la segunda afirmación del truco unitario. Los objetos de la siguiente lista están en correspondencia uno a uno:
- Representaciones holomorfas de {\displaystyle {\text{SL}}(2,\mathbb {C} )\times {\text{SL}}(2,\mathbb {C} )}
- Representaciones fluidas de SU(2) × SU(2)
- Representaciones lineales reales de {\displaystyle {\mathfrak {su}}(2)\oplus {\mathfrak {su}}(2)}
- Representaciones lineales complejas de {\displaystyle {\mathfrak {sl}}(2,\mathbb {C} )\oplus {\mathfrak {sl}}(2,\mathbb {C} )}

Los productos tensoriales de representaciones aparecen en el nivel de álgebra de Lie como
| :{\displaystyle {\begin{aligned}\pi _{1}\otimes \pi _{2}(X)&=\pi _{1}(X)\otimes \mathrm {Id} _{V}+\mathrm {Id} _{U}\otimes \pi _{2}(X)&&X\in {\mathfrak {g}}\\\pi _{1}\otimes \pi _{2}(X,Y)&=\pi _{1}(X)\otimes \mathrm {Id} _{V}+\mathrm {Id} _{U}\otimes \pi _{2}(Y)&&(X,Y)\in {\mathfrak {g}}\oplus {\mathfrak {g}}\end{aligned}}} | \| \| \| \| \| \| \| \| | (A0 ) |
| |                         |       |
| |                         |       |

donde Id es el operador identidad. Aquí se considera la última interpretación, que se deriva de (G6). Las representaciones de mayor peso de {\displaystyle {\mathfrak {sl}}(2,\mathbb {C} )} están indexadas por μ para μ= 0, 1/2, 1, ... (los pesos más altos son en realidad 2μ= 0, 1, 2, ..., pero la notación aquí está adaptada a la de {\displaystyle {\mathfrak {so}}(3;1)}). Los productos tensoriales de dos factores lineales complejos forman las representaciones lineales complejas irreducibles de {\displaystyle {\mathfrak {sl}}(2,\mathbb {C} )\oplus {\mathfrak {sl}}(2,\mathbb {C} ).}
Finalmente, las representaciones {\displaystyle \mathbb {R} } lineales  de formas reales del lado de más a la izquierda, {\displaystyle {\mathfrak {so}}(3;1)}, y del lado más a la derecha, {\displaystyle {\mathfrak {sl}}(2,\mathbb {C} ),} en (A1) se obtienen a partir de las representaciones lineales {\displaystyle \mathbb {C} } de {\displaystyle {\mathfrak {sl}}(2,\mathbb {C} )\oplus {\mathfrak {sl}}(2,\mathbb {C} )} caracterizadas en el párrafo anterior.

#### Representaciones (µ,ν) de sl(2, C)
Las representaciones lineales complejas de la complejización de {\displaystyle {\mathfrak {sl}}(2,\mathbb {C} ),{\mathfrak {sl}}(2,\mathbb {C} )_{\mathbb {C} },} obtenidas mediante isomorfismos en (A1) se corresponden uno a uno con las representaciones lineales reales de {\displaystyle {\mathfrak {sl}}(2,\mathbb {C} ).}. El conjunto de todas las representaciones irreducibles lineales reales de {\displaystyle {\mathfrak {sl}}(2,\mathbb {C} )} están, por tanto, indexadas por un par de parámetros (μ, ν). Las representaciones lineales complejas, que corresponden precisamente a la complejización de las representaciones lineales reales {\displaystyle {\mathfrak {su}}(2)}, son de la forma (μ, 0), mientras que las representaciones lineales conjugadas tienen la forma (0, ν). Todas las demás son únicamente representaciones lineales reales. Las propiedades de linealidad se derivan de la inyección canónica, el término más a la derecha (A1), de {\displaystyle {\mathfrak {sl}}(2,\mathbb {C} )} en su complejización. Las representaciones en la forma (ν, ν) o (μ, ν) ⊕ (ν, μ) están dadas por matrices reales (estas últimas no son irreducibles). Explícitamente, las representaciones (μ, ν) lineales reales de {\displaystyle {\mathfrak {sl}}(2,\mathbb {C} )} son
{\displaystyle \varphi _{\mu ,\nu }(X)=\left(\varphi _{\mu }\otimes {\overline {\varphi _{\nu }}}\right)(X)=\varphi _{\mu }(X)\otimes \operatorname {Id} _{\nu +1}+\operatorname {Id} _{\mu +1}\otimes {\overline {\varphi _{\nu }(X)}},\qquad X\in {\mathfrak {sl}}(2,\mathbb {C} )}
donde {\textstyle \varphi _{\mu },\mu =0,{\tfrac {1}{2}},1,{\tfrac {3}{2}},\ldots } son las representaciones lineales irreducibles complejas de {\displaystyle {\mathfrak {sl}}(2,\mathbb {C} )} y {\displaystyle {\overline {\varphi _{\nu }}},\nu =0,{\tfrac {1}{2}},1,{\tfrac {3}{2}},\ldots } sus representaciones conjugadas complejas (la notación en la literatura matemática suele ser 0, 1, 2, ..., pero aquí se eligen semienteros para ajustarse a la notación del álgebra de Lie {\displaystyle {\mathfrak {so}}(3,1)}), y el producto tensorial se interpreta en el sentido anterior de (A0). Estas representaciones son concretamente realizadas a continuación.

#### Representaciones (m,n) de so(3; 1)
A través de los isomorfismos mostrados en (A1) y el conocimiento de las representaciones lineales complejas irreducibles de {\displaystyle {\mathfrak {sl}}(2,\mathbb {C} )\oplus {\mathfrak {sl}}(2,\mathbb {C} )} al resolver para J y K, se obtienen todas las representaciones irreducibles de {\displaystyle {\mathfrak {so}}(3;1)_{\mathbb {C} },} y, por restricción, las de {\displaystyle {\mathfrak {so}}(3;1)}. Las representaciones de {\displaystyle {\mathfrak {so}}(3;1)} obtenidas de esta manera son lineales reales (y no lineales complejas ni conjugadas) porque el álgebra no está cerrada tras la conjugación, pero siguen siendo irreducibles. Dado que {\displaystyle {\mathfrak {so}}(3;1)} es semisimple, todas sus representaciones pueden construirse como suma directa de las representaciones irreducibles.
Así, las representaciones irreducibles de dimensión finita del álgebra de Lorentz se clasifican mediante un par ordenado de semienteros m= μ y n= ν, escritos convencionalmente como una de las formas
{\displaystyle (m,n)\equiv \pi _{(m,n)}:{\mathfrak {so}}(3;1)\to {\mathfrak {gl}}(V),}
donde V es un espacio vectorial de dimensión finita. Estos son, exceptuando transformaciones de semejanza, dados únicamente por
| {\displaystyle \pi _{(m,n)}(J_{i})=J_{i}^{(m)}\otimes 1_{(2n+1)}+1_{(2m+1)}\otimes J_{i}^{(n)}} {\displaystyle \pi _{(m,n)}(K_{i})=-i\left(J_{i}^{(m)}\otimes 1_{(2n+1)}-1_{(2m+1)}\otimes J_{i}^{(n)}\right),} | \| \| \| \| \| \| \| \| | (A2) |
| |                         |      |
| |                         |      |

donde 1n es el n dimensional unit matrix y
{\displaystyle \mathbf {J} ^{(n)}=\left(J_{1}^{(n)},J_{2}^{(n)},J_{3}^{(n)}\right)}
son las representaciones irreducibles de dimensión (2n + 1) de {\displaystyle {\mathfrak {so}}(3)\cong {\mathfrak {su}}(2)}, también denominadas matrices de espín o matrices de momento angular, que se dan explícitamente como
{\displaystyle {\begin{aligned}\left(J_{1}^{(j)}\right)_{a'a}&={\frac {1}{2}}\left({\sqrt {(j-a)(j+a+1)}}\delta _{a',a+1}+{\sqrt {(j+a)(j-a+1)}}\delta _{a',a-1}\right)\\\left(J_{2}^{(j)}\right)_{a'a}&={\frac {1}{2i}}\left({\sqrt {(j-a)(j+a+1)}}\delta _{a',a+1}-{\sqrt {(j+a)(j-a+1)}}\delta _{a',a-1}\right)\\\left(J_{3}^{(j)}\right)_{a'a}&=a\delta _{a',a}\end{aligned}}}
donde δ denota la delta de Kronecker. En componentes, con −m ≤ a, a′ ≤ m, −n ≤ b, b′ ≤ n, las representaciones vienen dadas por
{\displaystyle {\begin{aligned}\left(\pi _{(m,n)}\left(J_{i}\right)\right)_{a'b',ab}&=\delta _{b'b}\left(J_{i}^{(m)}\right)_{a'a}+\delta _{a'a}\left(J_{i}^{(n)}\right)_{b'b}\\\left(\pi _{(m,n)}\left(K_{i}\right)\right)_{a'b',ab}&=-i\left(\delta _{b'b}\left(J_{i}^{(m)}\right)_{a'a}-\delta _{a'a}\left(J_{i}^{(n)}\right)_{b'b}\right)\end{aligned}}}

#### Representaciones comunes
|      | m= 0                           | 12                           | 1                              | 32   |
| ---- | ------------------------------ | ---------------------------- | ------------------------------ | ---- |
| n= 0 | Escalar (1)                    | Espinor de Weyl levógiro (2) | 2-forma autodual (3)           | (4)  |
| 12   | Espinor de Weyl dextrógiro (2) | 4-vector (4)                 | (6)                            | (8)  |
| 1    | 2-forma anti autodual (3)      | (6)                          | Tensor simétrico sin traza (9) | (12) |
| 32   | (4)                            | (8)                          | (12)                           | (16) |

- La representación (0, 0) es la representación trivial unidimensional y la llevan a cabo las teorías relativistas de campo escalar.
- Los generadores de supersimetría fermiónicos  se transforman bajo una de las representaciones (0, 12) o (12, 0) (espinores de Weyl).[29]
- El cuadrimomento de una partícula (física) (ya sea sin masa o con masa) se transforma bajo la representación (12, 12), en un cuadrivector.
- Un ejemplo físico de un campo tensorial simétrico sin traza (1,1) es la parte sin traza[nb 15] del tensor de energía-impulso Tμν.[66][nb 16]

#### Sumas directas fuera de la diagonal
Dado que para cualquier representación irreducible para la que m ≠ n es esencial operar sobre el cuerpo de los números complejos, la suma directa, (m, n) y (n, m) tienen particular relevancia para la física, ya que permiten utilizar aplicaciones lineales sobre los números reales.
- (12, 0) ⊕ (0, 12) es la representación del biespinor. Consúltese también espinor de Dirac y espinores y biespinores de Weyl a continuación.
- (1, 12) ⊕ (12, 1) es la representación del campo de Rarita–Schwinger.
- (32, 0) ⊕ (0, 32) sería la simetría del hipotético gravitino.[nb 17] Se puede obtener de la representación (1, 12) ⊕ (12, 1).
- (1, 0) ⊕ (0, 1) es la representación de un campo con paridad invariante de una 2-forma (también conocida como forma de curvatura). El tensor de campo electromagnético se transforma bajo esta representación.

### Grupo
El enfoque de esta sección se basa en teoremas que, a su vez, se basan en la correspondencia de Lie fundamental, que en esencia es un diccionario que relaciona los grupos de Lie y las álgebras de Lie conectados entre sí. El vínculo entre ellos es la aplicación exponencial del álgebra de Lie sobre el grupo de Lie, denotada como {\displaystyle \exp :{\mathfrak {g}}\to G.}
Si {\displaystyle \pi :{\mathfrak {g}}\to {\mathfrak {gl}}(V)} para algún espacio vectorial V es una representación, una representación Π de la componente conectada de G se define por
| :{\displaystyle {\begin{aligned}\Pi (g=e^{iX})&\equiv e^{i\pi (X)},&&X\in {\mathfrak {g}},\quad g=e^{iX}\in \mathrm {im} (\exp ),\\\Pi (g=g_{1}g_{2}\cdots g_{n})&\equiv \Pi (g_{1})\Pi (g_{2})\cdots \Pi (g_{n}),&&g\notin \mathrm {im} (\exp ),\quad g_{1},g_{2},\ldots ,g_{n}\in \mathrm {im} (\exp ).\end{aligned}}} | \| \| \| \| \| \| \| \| | (G2) |
| |                         |      |
| |                         |      |

Esta definición se aplica tanto si la representación resultante es proyectiva como si no.

#### Sobreyectividad de la aplicación exponencial para SO (3, 1)
Desde un punto de vista práctico, es importante si la primera fórmula de (G2) se puede utilizar para todos los elementos del grupo. Es válido para todos los {\displaystyle X\in {\mathfrak {g}}}, sin embargo, en el caso general, como por ejemplo para {\displaystyle {\text{SL}}(2,\mathbb {C} )}, no todos los g ∈ G tienen la imagen de exp.
Pero {\displaystyle \exp :{\mathfrak {so}}(3;1)\to {\text{SO}}(3;1)^{+}} es sobreyectiva. Una forma de demostrar esto es hacer uso del isomorfismo {\displaystyle {\text{SO}}(3;1)^{+}\cong {\text{PGL}}(2,\mathbb {C} ),} siendo este último una transformación de Möbius. Es un cociente de {\displaystyle {\text{GL}}(n,\mathbb {C} )} (véase el artículo vinculado). La aplicación del cociente se denota como {\displaystyle p:{\text{GL}}(n,\mathbb {C} )\to {\text{PGL}}(2,\mathbb {C} ).} La aplicación en la que se encuentra {\displaystyle \exp :{\mathfrak {gl}}(n,\mathbb {C} )\to {\text{GL}}(n,\mathbb {C} )}. Se aplica (Lie) siendo π el diferencial de p en la identidad. Entonces
{\displaystyle \forall X\in {\mathfrak {gl}}(n,\mathbb {C} ):\quad p(\exp(iX))=\exp(i\pi (X)).}
Dado que el lado izquierdo es sobreyectivo (tanto exp como p lo son), el lado derecho es sobreyectivo y, por lo tanto, {\displaystyle \exp :{\mathfrak {pgl}}(2,\mathbb {C} )\to {\text{PGL}}(2,\mathbb {C} )} es sobreyectivo. Finalmente, reutiliza el argumento una vez más, pero ahora con el isomorfismo conocido entre SO(3; 1)+ y {\displaystyle {\text{PGL}}(2,\mathbb {C} )} para encontrar que exp corresponde a la componente conectada del grupo de Lorentz.

#### Grupo fundamental
El grupo de Lorentz está doblemente conectado, es decir, π1(SO(3; 1)) es un grupo con dos clases de equivalencia en bucle como sus elementos.
| Demostración |
| Para mostrar el grupo fundamental de SO(3; 1)+, se considera la topología de su grupo de recubrimiento {\displaystyle {\text{SL}}(2,\mathbb {C} )}. Según el teorema de descomposición polar, cualquier matriz {\displaystyle \lambda \in {\text{SL}}(2,\mathbb {C} )} puede expresarse únicamente como {\displaystyle \lambda =ue^{h},} donde u es una matriz unitaria con determinante uno, y por lo tanto en SU(2), y h es una matriz hermitiana con traza cero. Las condiciones de la traza y del determinante implican: {\displaystyle {\begin{aligned}h&={\begin{pmatrix}c&a-ib\\a+ib&-c\end{pmatrix}}&&(a,b,c)\in \mathbb {R} ^{3}\\[4pt]u&={\begin{pmatrix}d+ie&f+ig\\-f+ig&d-ie\end{pmatrix}}&&(d,e,f,g)\in \mathbb {R} ^{4}{\text{subject to }}d^{2}+e^{2}+f^{2}+g^{2}=1.\end{aligned}}} La correspondencia uno a uno manifiestamente continua es un homeomorfismo con inverso continuo dado por (el lugar geométrico de u se identifica con {\displaystyle \mathbb {S} ^{3}\subset \mathbb {R} ^{4}}) {\displaystyle {\begin{cases}\mathbb {R} ^{3}\times \mathbb {S} ^{3}\to {\text{SL}}(2,\mathbb {C} )\\(r,s)\mapsto u(s)e^{h(r)}\end{cases}}} mostrando explícitamente que {\displaystyle {\text{SL}}(2,\mathbb {C} )} está simplemente conectado. Pero {\displaystyle {\text{SO}}(3;1)\cong {\text{SL}}(2,\mathbb {C} )/\{\pm I\},} donde {\displaystyle \{\pm I\}} es el centro de {\displaystyle {\text{SL}}(2,\mathbb {C} )}. Identificar λ y −λ equivale a identificar u con −u, lo que a su vez equivale a identificar el punto antipodal en {\displaystyle \mathbb {S} ^{3}.} Por lo tanto, topológicamente, {\displaystyle {\text{SO}}(3;1)\cong \mathbb {R} ^{3}\times (\mathbb {S} ^{3}/\mathbb {Z} _{2}),} donde el último factor no está simplemente conectado: geométricamente, se ve (para propósitos de visualización, {\displaystyle \mathbb {S} ^{3}} puede ser reemplazado por {\displaystyle \mathbb {S} ^{2}}) que una ruta de u a −u en {\displaystyle SU(2)\cong \mathbb {S} ^{3}} es un bucle en {\displaystyle \mathbb {S} ^{3}/\mathbb {Z} _{2}}, ya que u y −u son puntos antipodales, y que no es contraíble hasta cierto punto. Pero un camino de u a −u, de allí a u nuevamente, un bucle en {\displaystyle \mathbb {S} ^{3}} y un doble bucle (considerando p(ueh)= p(−ueh), donde {\displaystyle p:{\text{SL}}(2,\mathbb {C} )\to {\text{SO}}(3;1)} es la aplicación de recubrimiento) en {\displaystyle \mathbb {S} ^{3}/\mathbb {Z} _{2}} que es contraible hasta un punto (alejándose continuamente de −u hacia arriba en {\displaystyle \mathbb {S} ^{3}} y reduciendo el camino hasta el punto u). Por lo tanto, π1(SO(3; 1)) es un grupo con dos clases de equivalencia en bucle como elementos, o dicho más simplemente, SO(3; 1) está doblemente conectado. |

#### Representaciones proyectivas
Dado que π1(SO(3; 1)+) tiene dos elementos, algunas representaciones del álgebra de Lie producirán representaciones proyectivas. Una vez que se sabe si una representación es proyectiva, la fórmula (G2) se aplica a todos los elementos del grupo y a todas las representaciones, incluidas las proyectivas, en el entendido de que el representante de un elemento del grupo dependerá de qué elemento en el álgebra de Lie (la X en (G2)) se utiliza para representar el elemento del grupo en la representación estándar.
Para el grupo de Lorentz, la representación (m, n) es proyectiva cuando m + n es un semientero. Véase espinores.
Para una representación proyectiva Π de SO(3; 1)+, se cumple que
| :{\displaystyle \left[\Pi (\Lambda _{1})\Pi (\Lambda _{2})\Pi ^{-1}(\Lambda _{1}\Lambda _{2})\right]^{2}=1\Rightarrow \Pi (\Lambda _{1}\Lambda _{2})=\pm \Pi (\Lambda _{1})\Pi (\Lambda _{2}),\quad \Lambda _{1},\Lambda _{2}\in \mathrm {SO} (3;1),} | \| \| \| \| \| \| \| \| | (G5 ) |
| |                         |       |
| |                         |       |

dado que cualquier bucle en SO(3; 1)+ atravesado dos veces, debido a la doble conexión, es contraíble hasta un punto, de modo que su clase de homotopía es la de una aplicación constante. De ello se deduce que Π es una función de doble valor. No es posible elegir consistentemente un signo para obtener una representación continua de todo SO(3; 1)+, pero esto es posible localmente alrededor de cualquier punto.

### Grupo de recubrimiento SL(2, C)
Considérese {\displaystyle {\mathfrak {sl}}(2,\mathbb {C} )} como un álgebra de Lie real con base
{\displaystyle \left({\frac {1}{2}}\sigma _{1},{\frac {1}{2}}\sigma _{2},{\frac {1}{2}}\sigma _{3},{\frac {i}{2}}\sigma _{1},{\frac {i}{2}}\sigma _{2},{\frac {i}{2}}\sigma _{3}\right)\equiv (j_{1},j_{2},j_{3},k_{1},k_{2},k_{3}),}
donde los sigmas son las matrices de Pauli. De las relaciones
| :{\displaystyle [\sigma _{i},\sigma _{j}]=2i\epsilon _{ijk}\sigma _{k}} | \| \| \| \| \| \| \| \| | (J1) |
|                                                                         |                         |      |
|                                                                         |                         |      |

se obtiene
| :{\displaystyle [j_{i},j_{j}]=i\epsilon _{ijk}j_{k},\quad [j_{i},k_{j}]=i\epsilon _{ijk}k_{k},\quad [k_{i},k_{j}]=-i\epsilon _{ijk}j_{k},} | \| \| \| \| \| \| \| \| | (J2) |
| |                         |      |
| |                         |      |

que tienen exactamente la forma de la versión 3 dimensional de las relaciones de conmutación para {\displaystyle {\mathfrak {so}}(3;1)} (véase convenciones y bases del álgebra de Lie a continuación). Por lo tanto, la aplicación Ji  ↔  ji, Ki ↔ ki extendida por linealidad es un isomorfismo. Dado que {\displaystyle {\text{SL}}(2,\mathbb {C} )} está simplemente conectado, es el grupo de recubrimiento de SO(3; 1)+.

#### Visión geométrica

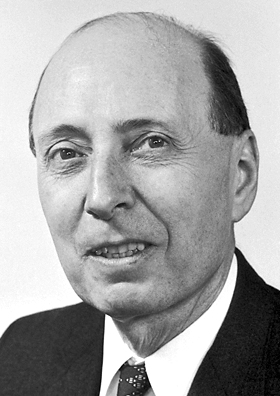
E.P. Wigner investigó en profundidad el grupo de Lorentz y es conocido por las ecuaciones de Bargmann-Wigner. La realización del grupo de recubrimiento que se presenta aquí proviene de su artículo de 1939

Sea pg(t), 0 ≤ t ≤ 1 un camino de 1 ∈ SO(3; 1)+ a g ∈ SO(3; 1)+, y denótese su clase de homotopía por [pg]. Sea πg el conjunto de todas esas clases de homotopía. Se define el conjunto
| :{\displaystyle G=\{(g,[p_{g}]):g\in \mathrm {SO} (3;1)^{+},[p_{g}]\in \pi _{g}\}} | \| \| \| \| \| \| \| \| | (C1) |
|                                                                                    |                         |      |
|                                                                                    |                         |      |

| :{\displaystyle (g_{1},[p_{1}])(g_{2},[p_{2}])=(g_{1}g_{2},[p_{12}]),} | \| \| \| \| \| \| \| \| | (C2) |
|                                                                        |                         |      |
|                                                                        |                         |      |

{\displaystyle p_{12}(t)=(p_{1}*p_{2})(t)={\begin{cases}p_{1}(2t)&0\leqslant t\leqslant {\tfrac {1}{2}}\\p_{2}(2t-1)&{\tfrac {1}{2}}\leqslant t\leqslant 1\end{cases}}}
Con esta multiplicación, G se convierte en un grupo isomorfo a {\displaystyle {\text{SL}}(2,\mathbb {C} ),} el grupo de cobertura universal de SO(3; 1)+. Dado que cada πg tiene dos elementos, según la construcción anterior, existe una aplicación de recubrimiento 2:1 p : G → SO(3; 1)+. Según la teoría de grupos de recubrimiento, las álgebras de Lie {\displaystyle {\mathfrak {so}}(3;1),{\mathfrak {sl}}(2,\mathbb {C} )} y {\displaystyle {\mathfrak {g}}} de G son todas isomorfas. La aplicación de recubrimiento p : G → SO(3; 1)+ viene dada simplemente por p(g, [pg])= g.

#### Visión algebraica
Para obtener una visión algebraica del grupo de cobertura universal, considérese que {\displaystyle {\text{SL}}(2,\mathbb {C} )} actúa sobre el conjunto de todas las matrices hermíticas 2×2 {\displaystyle {\mathfrak {h}}} mediante la operación
| :{\displaystyle {\begin{cases}\mathbf {P} (A):{\mathfrak {h}}\to {\mathfrak {h}}\\X\mapsto A^{\dagger }XA\end{cases}}\qquad A\in \mathrm {SL} (2,\mathbb {C} )} | \| \| \| \| \| \| \| \| | (C3) |
| |                         |      |
| |                         |      |

La acción en {\displaystyle {\mathfrak {h}}} es lineal. Un elemento de {\displaystyle {\mathfrak {h}}} se puede escribir en la forma
| :{\displaystyle X={\begin{pmatrix}\xi _{4}+\xi _{3}&\xi _{1}+i\xi _{2}\\\xi _{1}-i\xi _{2}&\xi _{4}-\xi _{3}\\\end{pmatrix}}\qquad \xi _{1},\ldots ,\xi _{4}\in \mathbb {R} .} | \| \| \| \| \| \| \| \| | (C4) |
| |                         |      |
| |                         |      |

La aplicación P es un homomorfismo de grupo en {\displaystyle {\text{GL}}({\mathfrak {h}})\subset {\text{End}}({\mathfrak {h}}).} Por lo tanto, {\displaystyle \mathbf {P} :{\text{SL}}(2,\mathbb {C} )\to {\text{GL}}({\mathfrak {h}})} es una representación en 4 dimensiones de {\displaystyle {\text{SL}}(2,\mathbb {C} )}. Su núcleo debe, en particular, tomar consigo la matriz identidad, A†IA= A†A= I y por lo tanto A†= A−1. En consecuencia, AX= XA para A en el núcleo, por el lema de Schur, A es un múltiplo de la identidad, que debe ser ±I desde det A= 1. El espacio {\displaystyle {\mathfrak {h}}} se asigna al espacio-tiempo de Minkowski M4, a través de
| :{\displaystyle X=(\xi _{1},\xi _{2},\xi _{3},\xi _{4})\leftrightarrow {\overrightarrow {(\xi _{1},\xi _{2},\xi _{3},\xi _{4})}}=(x,y,z,t)={\overrightarrow {X}}.} | \| \| \| \| \| \| \| \| | (C5) |
| |                         |      |
| |                         |      |

La acción de P(A) sobre {\displaystyle {\mathfrak {h}}} preserva los determinantes. La representación inducida p de {\displaystyle {\text{SL}}(2,\mathbb {C} )} en {\displaystyle \mathbb {R} ^{4},} a través del isomorfismo anterior, dada por
| :{\displaystyle \mathbf {p} (A){\overrightarrow {X}}={\overrightarrow {AXA^{\dagger }}}} | \| \| \| \| \| \| \| \| | (C6) |
|                                                                                          |                         |      |
|                                                                                          |                         |      |

preserva el producto interno de Lorentz, ya que
{\displaystyle -\det X=\xi _{1}^{2}+\xi _{2}^{2}+\xi _{3}^{2}-\xi _{4}^{2}=x^{2}+y^{2}+z^{2}-t^{2}.}
Esto significa que p(A) pertenece al grupo completo de Lorentz SO(3; 1). Por el teorema principal de conectividad, dado que {\displaystyle {\text{SL}}(2,\mathbb {C} )} está conectado, su imagen bajo p en SO(3; 1) también está conectada y, por lo tanto, está contenida en SO(3; 1)+.
Se puede demostrar que la aplicación de Lie de {\displaystyle \mathbf {p} :{\text{SL}}(2,\mathbb {C} )\to {\text{SO}}(3;1)^{+},} es un isomorfismo del álgebra de Lie: {\displaystyle \pi :{\mathfrak {sl}}(2,\mathbb {C} )\to {\mathfrak {so}}(3;1).} La aplicación P también está en
Por lo tanto, {\displaystyle {\text{SL}}(2,\mathbb {C} )}, dado que es simplemente conexo, es el grupo de cobertura universal de SO(3; 1)+, isomorfo al grupo G anterior.

#### No sobreyectividad de la aplicación exponencial para SL(2, C)

Este diagrama muestra la red de aplicaciones discutida en el texto. Aquí V es un espacio vectorial de dimensión finita que lleva representaciones de y es la aplicación exponencial, p es la aplicación de cobertura de a SO(3; 1)^{+} y σ es el isomorfismo del álgebra de Lie inducido por la aplicación Π, π y las dos Φ son representaciones. La imagen es solo parcialmente cierta cuando Π es proyectiva

La aplicación exponencial {\displaystyle \exp :{\mathfrak {sl}}(2,\mathbb {C} )\to {\text{SL}}(2,\mathbb {C} )} no queda abarcada. La matriz
| :{\displaystyle q={\begin{pmatrix}-1&1\\0&-1\\\end{pmatrix}}} | \| \| \| \| \| \| \| \| | (S6) |
|                                                               |                         |      |
|                                                               |                         |      |

está en {\displaystyle {\text{SL}}(2,\mathbb {C} ),} pero no existe ningún {\displaystyle Q\in {\mathfrak {sl}}(2,\mathbb {C} )} tal que q= exp(Q).
En general, si g es un elemento de un grupo de Lie conectado G con el álgebra de Lie {\displaystyle {\mathfrak {g}},} entonces, por (Lie),
| :{\displaystyle g=\exp(X_{1})\cdots \exp(X_{n}),\qquad X_{1},\ldots X_{n}\in {\mathfrak {g}}.} | \| \| \| \| \| \| \| \| | (S7) |
|                                                                                                |                         |      |
|                                                                                                |                         |      |

La matriz q se puede escribir como
| :{\displaystyle {\begin{aligned}&\exp(-X)\exp(i\pi H)\\{}={}&\exp \left({\begin{pmatrix}0&-1\\0&0\\\end{pmatrix}}\right)\exp \left(i\pi {\begin{pmatrix}1&0\\0&-1\\\end{pmatrix}}\right)\\[6pt]{}={}&{\begin{pmatrix}1&-1\\0&1\\\end{pmatrix}}{\begin{pmatrix}-1&0\\0&-1\\\end{pmatrix}}\\[6pt]{}={}&{\begin{pmatrix}-1&1\\0&-1\\\end{pmatrix}}\\{}={}&q.\end{aligned}}} | \| \| \| \| \| \| \| \| | (S8 ) |
| |                         |       |
| |                         |       |

### Realización de representaciones deSL(2, C)ysl(2, C)y de sus álgebras de Lie
Las representaciones lineales complejas de {\displaystyle {\mathfrak {sl}}(2,\mathbb {C} )} y {\displaystyle {\text{SL}}(2,\mathbb {C} )} son más sencillas de obtener que las representaciones de {\displaystyle {\mathfrak {so}}(3;1)^{+}}. Se pueden (y normalmente se hacen) escribir desde cero. Las representaciones del grupo holomorfo (lo que significa que la representación del álgebra de Lie correspondiente es lineal compleja) están relacionadas con las representaciones de álgebras de Lie lineales complejas mediante exponenciación. Las representaciones lineales reales de {\displaystyle {\mathfrak {sl}}(2,\mathbb {C} )} son exactamente las representaciones de (μ, ν). También se pueden exponenciar. Las representaciones (μ, 0) son lineales complejas y son (isomorfas a) las representaciones de mayor peso. Por lo general, están indexadas con un solo número entero (pero aquí se utilizan semienteros).
En esta sección se utiliza la convención matemática por conveniencia. Los elementos del álgebra de Lie difieren en un factor de i y no hay ningún factor de i en la aplicación exponencial en comparación con la convención propia de la física utilizada en otros lugares. Sea la base de {\displaystyle {\mathfrak {sl}}(2,\mathbb {C} )}
| :{\displaystyle H={\begin{pmatrix}1&0\\0&-1\\\end{pmatrix}},\quad X={\begin{pmatrix}0&1\\0&0\\\end{pmatrix}},\quad Y={\begin{pmatrix}0&0\\1&0\\\end{pmatrix}}.} | \| \| \| \| \| \| \| \| | (S1) |
| |                         |      |
| |                         |      |

Esta elección de base y la notación son estándares en la bibliografía matemática.

#### Representaciones lineales complejas
Las representaciones holomorfas irreducibles (n + 1)-dimensionales {\displaystyle {\text{SL}}(2,\mathbb {C} ),n\geqslant 2,} se pueden realizar en el espacio de los polinomios homogéneos de grado n en 2 variables {\displaystyle \mathbf {P} _{n}^{2},} cuyos elementos son
{\displaystyle P{\begin{pmatrix}z_{1}\\z_{2}\\\end{pmatrix}}=c_{n}z_{1}^{n}+c_{n-1}z_{1}^{n-1}z_{2}+\cdots +c_{0}z_{2}^{n},\quad c_{0},c_{1},\ldots ,c_{n}\in \mathbb {Z} .}
La acción de {\displaystyle {\text{SL}}(2,\mathbb {C} )} viene dada por
| :{\displaystyle (\phi _{n}(g)P){\begin{pmatrix}z_{1}\\z_{2}\\\end{pmatrix}}=\left[\phi _{n}{\begin{pmatrix}a&b\\c&d\\\end{pmatrix}}P\right]{\begin{pmatrix}z_{1}\\z_{2}\\\end{pmatrix}}=P\left({\begin{pmatrix}a&b\\c&d\\\end{pmatrix}}^{-1}{\begin{pmatrix}z_{1}\\z_{2}\\\end{pmatrix}}\right),\qquad P\in \mathbf {P} _{n}^{2}.} | \| \| \| \| \| \| \| \| | (S2) |
| |                         |      |
| |                         |      |

La acción {\displaystyle {\mathfrak {sl}}(2,\mathbb {C} )} asociada es, utilizando la ecuación (G6) y la definición anterior, para los elementos básicos de {\displaystyle {\mathfrak {sl}}(2,\mathbb {C} ),}
| :{\displaystyle \phi _{n}(H)=-z_{1}{\frac {\partial }{\partial z_{1}}}+z_{2}{\frac {\partial }{\partial z_{2}}},\quad \phi _{n}(X)=-z_{2}{\frac {\partial }{\partial z_{1}}},\quad \phi _{n}(Y)=-z_{1}{\frac {\partial }{\partial z_{2}}}.} | \| \| \| \| \| \| \| \| | (S5) |
| |                         |      |
| |                         |      |

Con una elección de base para {\displaystyle P\in \mathbf {P} _{n}^{2}}, estas representaciones se convierten en álgebras matriciales de Lie.

#### Representaciones lineales reales
Las representaciones (μ, ν) se realizan sobre un espacio de polinomios {\displaystyle \mathbf {P} _{\mu ,\nu }^{2}} en {\displaystyle z_{1},{\overline {z_{1}}},z_{2},{\overline {z_{2}}},} homogéneos de grado μ en {\displaystyle z_{1},z_{2}} y homogéneos de grado ν en {\displaystyle {\overline {z_{1}}},{\overline {z_{2}}}.} Las representaciones están dadas por
| :{\displaystyle (\phi _{\mu ,\nu }(g)P){\begin{pmatrix}z_{1}\\z_{2}\\\end{pmatrix}}=\left[\phi _{\mu ,\nu }{\begin{pmatrix}a&b\\c&d\\\end{pmatrix}}P\right]{\begin{pmatrix}z_{1}\\z_{2}\\\end{pmatrix}}=P\left({\begin{pmatrix}a&b\\c&d\\\end{pmatrix}}^{-1}{\begin{pmatrix}z_{1}\\z_{2}\\\end{pmatrix}}\right),\quad P\in \mathbf {P} _{\mu ,\nu }^{2}.} | \| \| \| \| \| \| \| \| | (S6) |
| |                         |      |
| |                         |      |

Al emplear la ecuación (G6) nuevamente se encuentra que
| {\displaystyle {\begin{aligned}\phi _{\mu ,\nu }(E)P=&-{\frac {\partial P}{\partial z_{1}}}\left(E_{11}z_{1}+E_{12}z_{2}\right)-{\frac {\partial P}{\partial z_{2}}}\left(E_{21}z_{1}+E_{22}z_{2}\right)\\&-{\frac {\partial P}{\partial {\overline {z_{1}}}}}\left({\overline {E_{11}}}{\overline {z_{1}}}+{\overline {E_{12}}}{\overline {z_{2}}}\right)-{\frac {\partial P}{\partial {\overline {z_{2}}}}}\left({\overline {E_{21}}}{\overline {z_{1}}}+{\overline {E_{22}}}{\overline {z_{2}}}\right)\end{aligned}},\quad E\in {\mathfrak {sl}}(2,\mathbf {C} ).} | \| \| \| \| \| \| \| \| | (S7) |
| |                         |      |
| |                         |      |

En particular, para los elementos de la base,
| :{\displaystyle {\begin{aligned}\phi _{\mu ,\nu }(H)&=-z_{1}{\frac {\partial }{\partial z_{1}}}+z_{2}{\frac {\partial }{\partial z_{2}}}-{\overline {z_{1}}}{\frac {\partial }{\partial {\overline {z_{1}}}}}+{\overline {z_{2}}}{\frac {\partial }{\partial {\overline {z_{2}}}}}\\\phi _{\mu ,\nu }(X)&=-z_{2}{\frac {\partial }{\partial z_{1}}}-{\overline {z_{2}}}{\frac {\partial }{\partial {\overline {z_{1}}}}}\\\phi _{\mu ,\nu }(Y)&=-z_{1}{\frac {\partial }{\partial z_{2}}}-{\overline {z_{1}}}{\frac {\partial }{\partial {\overline {z_{2}}}}}\end{aligned}}} | \| \| \| \| \| \| \| \| | (S8) |
| |                         |      |
| |                         |      |

### Propiedades de las representaciones (m,n)
Las representaciones (m, n), definidas anteriormente a través de (A1) (como restricciones a la forma real {\displaystyle {\mathfrak {sl}}(3,1)}) de productos tensoriales de representaciones lineales complejas irreducibles πm= μ y πn= ν de {\displaystyle {\mathfrak {sl}}(2,\mathbb {C} ),} son irreducibles y son las únicas representaciones irreducibles.
- La irreductibilidad se deriva del truco unitario[84] y de que una representación Π de SU(2) × SU(2) es irreducible si y solo si Π= Πμ ⊗ Πν,[nb 23] donde Πμ, Πν son representaciones irreducibles de SU(2).
- La unicidad se deriva de que Πm son las únicas representaciones irreducibles de SU(2), que es una de las conclusiones del teorema del peso mayor.[85]

#### Dimensión
Las representaciones (m, n) son de dimensión (2m + 1)(2n + 1). Esto se desprende más fácilmente de contar las dimensiones en cualquier realización concreta, como la dada en representaciones de {\displaystyle {\text{SL}}(2,\mathbb {C} )} y {\displaystyle {\mathfrak {sl}}(2,\mathbb {C} )}. Para un álgebra general de Lie {\displaystyle {\mathfrak {g}}} se aplica la fórmula de la dimensión de Weyl
{\displaystyle \dim \pi _{\rho }={\frac {\Pi _{\alpha \in R^{+}}\langle \alpha ,\rho +\delta \rangle }{\Pi _{\alpha \in R^{+}}\langle \alpha ,\delta \rangle }},}
donde R+ es el conjunto de raíces positivas, ρ es el peso más alto y δ es la mitad de la suma de las raíces positivas. El producto interno {\displaystyle \langle \cdot ,\cdot \rangle } es el del invariante del álgebra de Lie {\displaystyle {\mathfrak {g}},} bajo la acción del grupo de Weyl en {\displaystyle {\mathfrak {h}}\subset {\mathfrak {g}},} el subálgebra de Cartan. Las raíces (realmente los elementos de {\displaystyle {\mathfrak {h}}^{*}}) se identifican a través de este producto interno con elementos de {\displaystyle {\mathfrak {h}}.} Para {\displaystyle {\mathfrak {sl}}(2,\mathbb {C} ),} la fórmula se reduce a dim πμ= 2μ + 1= 2m + 1, donde se debe tener en cuenta la notación actual. El peso más alto es 2μ. El resultado se obtiene tomando productos tensoriales.

#### Fidelidad
Si una representación Π de un grupo de Lie G no es fiel, entonces N= ker Π es un subgrupo normal no trivial. Hay tres casos relevantes:
1. N no es discreto pero sí abeliano.
2. N no es discreto ni abeliano.
3. N es discreto. En este caso N ⊂ Z, donde Z es el centro de G.[nb 24]

En el caso de SO(3; 1)+, se excluye el primer caso, ya que SO(3; 1)+ es semisimple. El segundo caso (y el primer caso) se excluyen porque SO(3; 1)+ es simple. Para el tercer caso, SO(3; 1)+ es isomorfo al cociente {\displaystyle {\text{SL}}(2,\mathbb {C} )/\{\pm I\}.} Pero {\displaystyle \{\pm I\}} es el centro de {\displaystyle {\text{SL}}(2,\mathbb {C} ).} Se deduce que el centro de SO(3; 1)+ es trivial y esto excluye el tercer caso. La conclusión es que toda representación Π : SO(3; 1)+ → GL(V) y toda representación proyectiva Π : SO(3; 1)+ → PGL(W) para espacios vectoriales de dimensión finita V, W son fieles.
Al utilizar la correspondencia fundamental de Lie, las afirmaciones y el razonamiento anteriores se traducen directamente a álgebras de Lie con subgrupos normales (abelianos) no triviales y no discretos, reemplazados por ideales (unidimensionales) no triviales en el álgebra de Lie, y el centro de SO(3; 1)+ reemplazado por el centro de {\displaystyle {\mathfrak {sl}}(3;1)^{+}} El centro de cualquier álgebra de Lie semisimple es trivial y {\displaystyle {\mathfrak {so}}(3;1)} es semisimple y simple y, por lo tanto, no tiene ideales no triviales.
Un hecho relacionado es que si la representación correspondiente de {\displaystyle {\text{SL}}(2,\mathbb {C} )} es fiel, entonces la representación es proyectiva. Por el contrario, si la representación no es proyectiva, entonces la representación {\displaystyle {\text{SL}}(2,\mathbb {C} )} correspondiente no es fiel, sino que es 2:1.

#### No unitario
La representación del álgebra de Lie (m, n) no es hermítica. En consecuencia, la representación correspondiente (proyectiva) del grupo nunca es unitaria. Esto se debe a la falta de compacidad del grupo de Lorentz. De hecho, un grupo de Lie simple y no compacto conexo no puede tener ninguna representación unitaria de dimensión finita no trivial. Hay una prueba topológica de esto. Sea u : G → GL(V), donde V es de dimensión finita, una representación unitaria continua del grupo de Lie simple conexo no compacto G. Entonces, u(G) ⊂ U(V) ⊂ GL(V) donde U(V) es el subgrupo compacto de GL(V) que consta de transformaciones unitarias de V. El núcleo de u es un subgrupo normal de G. Dado que G es simple, ker u es todo G, en cuyo caso u es trivial, o ker u es trivial, en cuyo caso u es una representación fiel. En el último caso, u es un difeomorfismo sobre su imagen, u(G) ≅ G y u(G) es un grupo de Lie. Esto significaría que u(G) es un subgrupo de Lie no compacto embebido del grupo compacto U(V). Esto es imposible con la topología del subespacio en u(G) ⊂ U(V), ya que todos los subgrupos de Lie embebidos de un grupo de Lie están cerrados. Si u(G) estuviera cerrado, sería compacto, y luego G sería compacto, contrariamente a lo que se supone.
En el caso del grupo de Lorentz esto también se desprende directamente de las definiciones. Las representaciones de A y B utilizadas en la construcción son hermíticas. Esto significa que J es hermítica, pero K es antihermítica. La no unitaridad no es un problema en la teoría cuántica de campos, ya que no se requiere que los objetos de interés tengan una norma definida positiva invariante de Lorentz.

#### Restricción a SO(3)
Sin embargo, la representación (m, n) es unitaria cuando se restringe al subgrupo de rotación SO(3), pero estas representaciones no son irreducibles como representaciones de SO(3). Se puede aplicar una descomposición de Clebsch-Gordan, que muestra que una representación (m, n) tiene subespacios invariantes SO(3) de mayor peso (espín) m + n, m + n − 1, ..., |  m − n |, donde cada posible peso (espín) más alto aparece exactamente una vez. Un subespacio de peso más alto (espín) j tiene dimensión (2j + 1). Entonces, por ejemplo, la representación (12,?12) tiene subespacios de espín 1 y giro 0 de dimensiones 3 y 1 respectivamente.
Dado que el operador momento angular está dado por J= A + B, el espín más alto en mecánica cuántica de la subrepresentación de rotación será (m + n)ℏ y se aplican las reglas habituales de suma de momentos angulares y el formalismo del símbolo 3-j, del símbolo 6-j, etc.

#### Espinores
Son los subespacios invariantes SO(3) de las representaciones irreducibles los que determinan si una representación tiene espín. Del párrafo anterior se desprende que la representación (m, n) tiene espín si m + n es senientero. Los más simples son (12, 0) y (0, 12), los espinores de Weyl de dimensión 2. Entonces, por ejemplo, (0, 32) y (1, 12) son representaciones de giro de las dimensiones 2⋅32 + 1= 4 y (2 + 1)(2⋅12 + 1)= 6 respectivamente. Según el párrafo anterior, hay subespacios con espín tanto 32 como 12 en los dos últimos casos, por lo que es probable que estas representaciones no representen una partícula física única que deba comportarse bien bajo SO(3). Sin embargo, en general no se puede descartar que representaciones con múltiples subrepresentaciones SO(3) con diferente espín puedan representar partículas físicas con espín bien definido. Puede ser que exista una ecuación de onda relativista adecuada que proyecte componentes no físicos, dejando solo un espín.
La construcción de representaciones n2 de espín puro para cualquier n (bajo SO(3)) a partir de representaciones irreducibles implica tomar productos tensoriales de la representación de Dirac con una representación sin espín, extraer un subespacio adecuado y, finalmente, imponer restricciones diferenciales.

#### Representaciones duales

El sistema de raíces A_{1} × A_{1} de

Se aplican los siguientes teoremas para examinar si la representación dual de una representación irreducible es isomorfa a la representación original:
1. El conjunto de pesos de la representación dual de una representación irreducible de un álgebra de Lie semisimple es, incluyendo multiplicidades, el negativo del conjunto de pesos de la representación original.[101]
2. Dos representaciones irreducibles son isomorfas si y solo si tienen el mismo peso más alto.[nb 31]
3. Para cada álgebra de Lie semisimple existe un elemento único w0 del grupo de Weyl tal que si μ es un peso entero dominante, entonces w0 ⋅ (−μ) es nuevamente un peso entero dominante.[102]
4. Si {\displaystyle \pi _{\mu _{0}}} es una representación irreducible con el peso mayor μ0, entonces {\displaystyle \pi _{\mu _{0}}^{*}} tiene el peso mayor w0 ⋅ (−μ).[102]

Aquí, los elementos del grupo de Weyl se consideran transformaciones ortogonales, que actúan por multiplicación de matrices, sobre el espacio vectorial real de raíces. Si −I es un elemento del grupo de Weyl de un álgebra de Lie semisimple, entonces w0= −I. En el caso de {\displaystyle {\mathfrak {sl}}(2,\mathbb {C} ),} el grupo de Weyl es W= {I, −I}. De ello se deduce que cada πμ, μ= 0, 1, ... es isomorfo a su dual {\displaystyle \pi _{\mu }^{*}.} El sistema de raíces de {\displaystyle {\mathfrak {sl}}(2,\mathbb {C} )\oplus {\mathfrak {sl}}(2,\mathbb {C} )} se muestra en la figura de la derecha. El grupo de Weyl es generado por {\displaystyle \{w_{\gamma }\}}, donde {\displaystyle w_{\gamma }} es la reflexión en el plano ortogonal a γ, ya que γ abarca todas las raíces. Si se cumple que wα ⋅ wβ= −I entonces −I ∈ W. Usando el hecho de que si π, σ son representaciones del álgebra de Lie y π ≅ σ, entonces Π ≅ Σ, la conclusión para SO(3; 1)+ es
{\displaystyle \pi _{m,n}^{*}\cong \pi _{m,n},\quad \Pi _{m,n}^{*}\cong \Pi _{m,n},\quad 2m,2n\in \mathbf {N} .}

#### Representaciones conjugadas complejas
Si π es una representación de un álgebra de Lie, entonces {\displaystyle {\overline {\pi }}} es una representación, donde la barra denota la conjugación compleja de entrada en las matrices de las representaciones. Esto se deduce de que la conjugación compleja conmuta con la suma y la multiplicación. En general, cada representación irreducible π de {\displaystyle {\mathfrak {sl}}(n,\mathbb {C} )} se puede escribir de forma única como π= π+ + π−, donde
{\displaystyle \pi ^{\pm }(X)={\frac {1}{2}}\left(\pi (X)\pm i\pi \left(i^{-1}X\right)\right),}
con {\displaystyle \pi ^{+}} holomórfico (lineal complejo) y {\displaystyle \pi ^{-}} anti-holomórfico (lineal conjugado). Para {\displaystyle {\mathfrak {sl}}(2,\mathbb {C} ),} dado que {\displaystyle \pi _{\mu }} es holomorfo, {\displaystyle {\overline {\pi _{\mu }}}} es antiholomórfico. El examen directo de las expresiones explícitas para {\displaystyle \pi _{\mu ,0}} y {\displaystyle \pi _{0,\nu }} en la ecuación (S8) a continuación muestra que son holomorfas y antiholomorfas respectivamente. Un examen más detenido de la expresión (S8) también permite la identificación de {\displaystyle \pi ^{+}} y {\displaystyle \pi ^{-}} para {\displaystyle \pi _{\mu ,\nu }} como
{\displaystyle \pi _{\mu ,\nu }^{+}=\pi _{\mu }^{\oplus _{\nu +1}},\qquad \pi _{\mu ,\nu }^{-}={\overline {\pi _{\nu }^{\oplus _{\mu +1}}}}.}
Usando las identidades anteriores (interpretadas como suma puntual de funciones), para SO(3; 1)+ se obtiene
{\displaystyle {\begin{aligned}{\overline {\pi _{m,n}}}&={\overline {\pi _{m,n}^{+}+\pi _{m,n}^{-}}}={\overline {\pi _{m}^{\oplus _{2n+1}}}}+{\overline {{\overline {\pi _{n}}}^{\oplus _{2m+1}}}}\\&=\pi _{n}^{\oplus _{2m+1}}+{\overline {\pi _{m}}}^{\oplus _{2n+1}}=\pi _{n,m}^{+}+\pi _{n,m}^{-}=\pi _{n,m}\\&&&2m,2n\in \mathbb {N} \\{\overline {\Pi _{m,n}}}&=\Pi _{n,m}\end{aligned}}}
donde la declaración para las representaciones del grupo se deriva de exp(X)= exp(X). De ello se deduce que las representaciones irreducibles (m, n) tienen representantes matriciales reales si y solo si m= n. Las representaciones reducibles en la forma (m, n) ⊕ (n, m) también tienen matrices reales.

### Representación adjunta, álgebra de Clifford y representación del espinor de Dirac

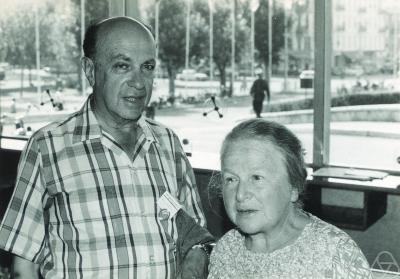
Richard Brauer y su esposa Ilse en 1970. Brauer generalizó las representaciones de espín de álgebras de Lie asentadas dentro del álgebra de Clifford para espines más altos que 1/2 (foto cortesía de MFO)

En la teoría de la representación general, si (π, V) es una representación de un álgebra de Lie {\displaystyle {\mathfrak {g}},} entonces hay una representación asociada de {\displaystyle {\mathfrak {g}},} en End(V), también denominada π, dada por
| :{\displaystyle \pi (X)(A)=[\pi (X),A],\qquad A\in \operatorname {End} (V),\ X\in {\mathfrak {g}}.} | \| \| \| \| \| \| \| \| | (I1) |
| |                         |      |
| |                         |      |

Asimismo, una representación (Π, V) de un grupo G produce una representación Π en End(V) de G, todavía denotada como Π, dada por
| :{\displaystyle \Pi (g)(A)=\Pi (g)A\Pi (g)^{-1},\qquad A\in \operatorname {End} (V),\ g\in G.} | \| \| \| \| \| \| \| \| | (I2) |
|                                                                                                |                         |      |
|                                                                                                |                         |      |

Si π y Π son las representaciones estándar en {\displaystyle \mathbb {R} ^{4}} y si la acción está restringida a {\displaystyle {\mathfrak {so}}(3,1)\subset {\text{fin }}(\mathbb {R} ^{4}),} entonces las dos representaciones anteriores son representación adjunta del álgebra de Lie y representación adjunta del grupo respectivamente. Las representaciones correspondientes (algún {\displaystyle \mathbb {R} ^{n})} o {\displaystyle \mathbb {C} ^{n}}) siempre existen para cualquier grupo de Lie matricial y son fundamentales para la investigación de la teoría de la representación en general, y para cualquier grupo de Lie determinado en particular.
Aplicando esto al grupo de Lorentz, si (Π, V) es una representación proyectiva, entonces el cálculo directo usando (G5) muestra que la representación inducida en End(V) es una representación propia, es decir, una representación sin factores de fase.
En mecánica cuántica, esto significa que si (π, H) o (Π, H) es una representación que actúa sobre algún espacio de Hilbert H, entonces la representación inducida correspondiente actúa sobre el conjunto de operadores lineales en H. Como ejemplo, la representación inducida de la representación del espín proyectivo (12, 0) ⊕ (0, 12) en End(H) es la representación no proyectiva de cuadrivectores (12, 12).
Para simplificar, considérese solo la parte discreta de End(H), es decir, dada una base para H, el conjunto de matrices constantes de varias dimensiones, pudiendo incluirse también dimensiones infinitas. La representación inducida de cuadrivectores anterior en este End(H) simplificado tiene un subespacio invariante de 4 dimensiones que está abarcado por las cuatro matrices gamma. (la convención métrica es diferente en el artículo vinculado). De manera correspondiente, el álgebra del espacio-tiempo de Clifford completa, {\displaystyle {\mathcal {Cl}}_{3,1}(\mathbb {R} ),} cuya complexificación es {\displaystyle {\text{M}}(4,\mathbb {C} ),} generada por las matrices gamma, se descompone como una suma directa de espacios de representación de una representación escalar irreducible, el (0, 0), una representación escalar irreducible pseudoescalar, también el (0, 0), pero con valor propio de inversión de paridad −1, consúltese la siguiente sección a continuación, el vector ya mencionado, (12, 12), el pseudovector (12, 12) con valor propio de inversión de paridad +1 (no -1), y un tensor irreducible, (1, 0) ⊕ (0, 1). Las dimensiones suman 1 + 1 + 4 + 4 + 6= 16. En otras palabras,
| :{\displaystyle {\mathcal {Cl}}_{3,1}(\mathbb {R} )=(0,0)\oplus \left({\frac {1}{2}},{\frac {1}{2}}\right)\oplus [(1,0)\oplus (0,1)]\oplus \left({\frac {1}{2}},{\frac {1}{2}}\right)_{p}\oplus (0,0)_{p},} | \| \| \| \| \| \| \| \| | (I3) |
| |                         |      |
| |                         |      |

donde, usualmente, se confunde una representación con su espacio de representación.

#### Representación de espín(1/2, 0) ⊕ (0,1/2)
El espacio de representación de seis dimensiones de la representación del tensor (1, 0) ⊕ (0, 1) dentro de {\displaystyle {\mathcal {Cl}}_{3,1}(\mathbb {R} )} tiene dos funciones.
| :{\displaystyle \sigma ^{\mu \nu }=-{\frac {i}{4}}\left[\gamma ^{\mu },\gamma ^{\nu }\right],} | \| \| \| \| \| \| \| \| | (I4) |
|                                                                                                |                         |      |
|                                                                                                |                         |      |

donde {\displaystyle \gamma ^{0},\ldots ,\gamma ^{3}\in {\mathcal {Cl}}_{3,1}(\mathbb {R} )} son las matrices gamma, las sigmas, de las cuales solo 6 son distintas de cero debido a la antisimetría del corchete, abarcan el espacio de representación del tensor. Además, tienen las relaciones de conmutación del álgebra de Lie de Lorentz,
| :{\displaystyle \left[\sigma ^{\mu \nu },\sigma ^{\rho \tau }\right]=i\left(\eta ^{\tau \mu }\sigma ^{\rho \nu }+\eta ^{\nu \tau }\sigma ^{\mu \rho }-\eta ^{\rho \mu }\sigma ^{\tau \nu }-\eta ^{\nu \rho }\sigma ^{\mu \tau }\right),} | \| \| \| \| \| \| \| \| | (I5) |
| |                         |      |
| |                         |      |

y, por lo tanto, constituye una representación (además de abarcar un espacio de representación) que se encuentra dentro de {\displaystyle {\mathcal {Cl}}_{3,1}(\mathbb {R} ),} la representación de giro (12, 0) ⊕ (0, 12). Para obtener más información, consúltese biespinor y álgebra de Dirac.
La conclusión es que cada elemento de {\displaystyle {\mathcal {Cl}}_{3,1}(\mathbb {R} )} complejificado en End(H) (es decir, cada matriz 4×4 compleja) tiene propiedades de transformación de Lorentz bien definidas. Además, tiene una representación de espín del álgebra de Lie de Lorentz, que tras la exponenciación se convierte en una representación de espín del grupo, actuando sobre {\displaystyle \mathbb {C} ^{4},} convirtiéndolo en un espacio de biespinores.

### Representaciones reducibles
Hay multitud de otras representaciones que se pueden deducir de las irreducibles, como las que se obtienen tomando sumas directas, productos tensoriales y cocientes de las representaciones irreducibles. Otros métodos para obtener representaciones incluyen la restricción de una representación de un grupo más grande que contenga el grupo de Lorentz, como por ejemplo {\displaystyle {\text{GL}}(n,\mathbb {R} )} y el grupo de Poincaré. Estas representaciones en general no son irreducibles.
El grupo de Lorentz y su álgebra de Lie tienen la propiedad de reducibilidad completa. Esto significa que toda representación se reduce a una suma directa de representaciones irreducibles. Por lo tanto, no se discutirán las representaciones reducibles.

### Inversión espacial y reversión temporal
La representación (m, n) (posiblemente proyectiva) es irreducible como una representación SO(3; 1)+, el componente de identidad del grupo de Lorentz, en terminología física, el grupo ortocrono propio de Lorentz. Si m= n se puede extender a una representación de todo O(3; 1), el grupo de Lorentz completo, incluidos la inversión de paridad espacial y la reversión temporal. Las representaciones (m, n) ⊕ (n, m) también se pueden ampliar.

#### Inversión de la paridad espacial
Para la inversión de paridad espacial, se considera la acción adjunta AdP de P ∈ SO(3; 1) en {\displaystyle {\mathfrak {so}}(3;1)}, donde P es el representante estándar de la inversión de paridad espacial, P= diag(1, −1, −1, −1), dado por 
| :{\displaystyle \mathrm {Ad} _{P}(J_{i})=PJ_{i}P^{-1}=J_{i},\qquad \mathrm {Ad} _{P}(K_{i})=PK_{i}P^{-1}=-K_{i}.} | \| \| \| \| \| \| \| \| | (F1) |
| |                         |      |
| |                         |      |

Son estas propiedades de K y J bajo P las que motivan los términos vector para K y seudovector o vector axial para J. De manera similar, si π es cualquier representación de {\displaystyle {\mathfrak {so}}(3;1)} y Π es su representación de grupo asociado, entonces Π(SO(3; 1)+)) actúa sobre la representación de π mediante la acción adjunta, π(X) ↦ Π(g) π(X) Π(g)−1 para {\displaystyle X\in {\mathfrak {so}}(3;1),} g ∈ SO(3; 1)+. Si P se va a incluir en Π, entonces la coherencia con (F1) requiere que 
| :{\displaystyle \Pi (P)\pi (B_{i})\Pi (P)^{-1}=\pi (A_{i})} | \| \| \| \| \| \| \| \| | (F2) |
|                                                             |                         |      |
|                                                             |                         |      |

se mantenga, donde A y B se definen como en la primera sección. Esto solo puede ser válido si Ai y Bi tienen las mismas dimensiones, es decir, solo si m= n. Cuando m ≠ n, entonces (m, n) ⊕ (n, m) se puede extender a una representación irreducible de SO(3; 1)+, el grupo ortocrónico de Lorentz. El representante de la inversión de paridad Π(P) no aparece automáticamente con la construcción general de las representaciones (m, n), y debe especificarse por separado. La matriz β= i γ0 (o un múltiplo del módulo -1) se puede utilizar en la representación (12, 0) ⊕ (0, 12).
Si la paridad se incluye con un signo menos (la matriz 1×1 [−1]) en la representación (0,0), se llama representación seudoescalar.

#### Reversión del tiempo
La reversión del tiempo T= diag(−1, 1, 1, 1), actúa de manera similar en {\displaystyle {\mathfrak {so}}(3;1)} por
| :{\displaystyle \mathrm {Ad} _{T}(J_{i})=TJ_{i}T^{-1}=-J_{i},\qquad \mathrm {Ad} _{T}(K_{i})=TK_{i}T^{-1}=K_{i}.} | \| \| \| \| \| \| \| \| | (F3) |
| |                         |      |
| |                         |      |

Al incluir explícitamente un representante de T, además de uno de P, se obtiene una representación de todo el grupo de Lorentz O(3; 1). Sin embargo, aparece un problema sutil en la aplicación a la física, en particular a la mecánica cuántica. Al considerar el grupo de Poincaré completo, cuatro generadores más, el Pμ, además del Ji y Ki generan el grupo. Estos se interpretan como generadores de traslaciones. El componente de tiempo P0 es el hamiltoniano H. El operador T satisface la relación
| :{\displaystyle \mathrm {Ad} _{T}(iH)=TiHT^{-1}=-iH} | \| \| \| \| \| \| \| \| | (F4) |
|                                                      |                         |      |
|                                                      |                         |      |

en analogía con las relaciones anteriores con {\displaystyle {\mathfrak {so}}(3;1)} reemplazado por el álgebra de Poincaré completa. Simplemente cancelando los i, el resultado THT−1= −H implicaría que para cada estado Ψ con energía positiva E en un espacio de Hilbert de estados cuánticos con invariancia de inversión del tiempo, habría un estado Π(T−1)Ψ con energía negativa −E. Estos estados no existen. Por lo tanto, se elige el operador Π(T) antilineal y antiunitario, de modo que anticonmuta con i, dando como resultado THT−1= H, y su acción en el espacio de Hilbert también se vuelve antilineal y antiunitaria. Puede expresarse como la composición del conjugado complejo con la multiplicación por una matriz unitaria. Esto es matemáticamente consistente, consúltese el teorema de Wigner, pero con requisitos terminológicos muy estrictos, Π no es una representación.
Al construir teorías como la electrodinámica cuántica, que es invariante bajo la inversión de paridad espacial y la reversión temporal, se pueden utilizar espinores de Dirac, mientras que teorías que no lo son, como el modelo electrodébil, deben formularse en términos de espinores de Weyl. Generalmente se considera que la representación de Dirac, (12, 0) ⊕ (0, 12), incluye tanto la inversión de la paridad espacial como la reversión del tiempo. Sin inversión de la paridad espacial, no es una representación irreducible.
La tercera simetría discreta que integra el teorema CPT junto con P y T, la simetría de la conjugación de carga C, no tiene nada que ver directamente con la invariancia de Lorentz.

## Acción sobre espacios funcionales
Si V es un espacio vectorial de funciones de un número finito de variables n, entonces la acción sobre una función escalar {\displaystyle f\in V} dada por
| :{\displaystyle (\Pi (g)f)(x)=f\left(\Pi _{x}(g)^{-1}x\right),\qquad x\in \mathbb {R} ^{n},f\in V} | \| \| \| \| \| \| \| \| | (H1) |
| |                         |      |
| |                         |      |

produce otra función Πf ∈ V. Aquí Πx es una representación dimensional n y Π es una representación posiblemente de dimensión infinita. Un caso especial de esta construcción es cuando V es un espacio de funciones definido en el propio grupo lineal G, visto como una variedad n dimensional embebida en {\displaystyle \mathbb {R} ^{m^{2}}} (siendo m la dimensión de las matrices). Esta es la configuración en la que se formulan el teorema de Peter-Weyl y el teorema de Borel-Weil. El primero demuestra la existencia de una descomposición de Fourier de funciones en un grupo compacto en caracteres de representaciones de dimensión finita. Este último teorema, que proporciona representaciones más explícitas, utiliza el truco unitario para producir representaciones de grupos complejos no compactos, como por ejemplo {\displaystyle {\text{SL}}(2,\mathbb {C} ).}
A continuación se ejemplifica la acción del grupo de Lorentz y el subgrupo de rotación en algunos espacios funcionales.

### Rotaciones euclidianas
El subgrupo SO(3) de rotaciones euclidianas tridimensionales tiene una representación de dimensión infinita en el espacio de Hilbert.
{\displaystyle L^{2}\left(\mathbb {S} ^{2}\right)=\operatorname {span} \left\{Y_{m}^{l},l\in \mathbb {N} ^{+},-l\leqslant m\leqslant l\right\},}
donde {\displaystyle Y_{m}^{l}} son los armónicos esféricos. Una función cuadrada arbitraria integrable f en una esfera unitaria se puede expresar como
| :{\displaystyle f(\theta ,\varphi )=\sum _{l=1}^{\infty }\sum _{m=-l}^{l}f_{lm}Y_{m}^{l}(\theta ,\varphi ),} | \| \| \| \| \| \| \| \| | (H2) |
| |                         |      |
| |                         |      |

donde los flm son los coeficientes de Fourier generalizados.
La acción del grupo de Lorentz se restringe a la de SO(3) y se expresa como
| :{\displaystyle {\begin{aligned}(\Pi (R)f)(\theta (x),\varphi (x))&=\sum _{l=1}^{\infty }\sum _{m,=-l}^{l}\sum _{m'=-l}^{l}D_{mm'}^{(l)}(R)f_{lm'}Y_{m}^{l}\left(\theta \left(R^{-1}x\right),\varphi \left(R^{-1}x\right)\right),\\[5pt]&R\in \mathrm {SO} (3),x\in \mathbb {S} ^{2},\end{aligned}}} | \| \| \| \| \| \| \| \| | (H4) |
| |                         |      |
| |                         |      |

donde los Dl se obtienen de los elementos de dimensión impar de los generadores de rotación.

### Grupo de Möbius
El componente de identidad del grupo de Lorentz es isomorfo al grupo de Möbius M. Este grupo puede considerarse como una transformación conforme del plano complejo o, a través de una proyección estereográfica, de la esfera de Riemann. De esta manera, se puede pensar que el propio grupo de Lorentz actúa de manera conforme en el plano complejo o en la esfera de Riemann.
En el plano, una transformación de Möbius caracterizada por los números complejos a, b, c, d actúa en el plano según
| :{\displaystyle f(z)={\frac {az+b}{cz+d}},\qquad ad-bc\neq 0}. | \| \| \| \| \| \| \| \| | (M1) |
|                                                                |                         |      |
|                                                                |                         |      |

y puede representarse mediante matrices complejas
| :{\displaystyle \Pi _{f}={\begin{pmatrix}A&B\\C&D\end{pmatrix}}=\lambda {\begin{pmatrix}a&b\\c&d\end{pmatrix}},\qquad \lambda \in \mathbb {C} -\{0\},\operatorname {det} \Pi _{f}=1,} | \| \| \| \| \| \| \| \| | (M2) |
| |                         |      |
| |                         |      |

ya que la multiplicación por un escalar complejo distinto de cero no cambia f. Estos son elementos de {\displaystyle {\text{SL}}(2,\mathbb {C} )} y son únicos hasta un signo (ya que ±Πf da el mismo f), por lo tanto {\displaystyle {\text{SL}}(2,\mathbb {C} )/\{\pm I\}\cong {\text{SO}}(3;1)^{+}.}

### Funciones P de Riemann
Las funciones P de Riemann, soluciones de la ecuación diferencial de Riemann, son un ejemplo de un conjunto de funciones que se transforman entre sí bajo la acción del grupo de Lorentz. Las funciones P de Riemann se expresan como
| :{\displaystyle {\begin{aligned}w(z)&=P\left\{{\begin{matrix}a&b&c&\\\alpha &\beta &\gamma &\;z\\\alpha '&\beta '&\gamma '&\end{matrix}}\right\}\\&=\left({\frac {z-a}{z-b}}\right)^{\alpha }\left({\frac {z-c}{z-b}}\right)^{\gamma }P\left\{{\begin{matrix}0&\infty &1&\\0&\alpha +\beta +\gamma &0&\;{\frac {(z-a)(c-b)}{(z-b)(c-a)}}\\\alpha '-\alpha &\alpha +\beta '+\gamma &\gamma '-\gamma &\end{matrix}}\right\}\end{aligned}},} | \| \| \| \| \| \| \| \| | (T1) |
| |                         |      |
| |                         |      |

donde los a,  b,  c,  α,  β,  γ,  α′,  β′,  γ′ son constantes complejas. La función P del lado derecho se puede expresar utilizando la función hipergeométrica estándar. La conexión es
| :{\displaystyle P\left\{{\begin{matrix}0&\infty &1&\\0&a&0&\;z\\1-c&b&c-a-b&\end{matrix}}\right\}={}_{2}F_{1}(a,\,b;\,c;\,z).} | \| \| \| \| \| \| \| \| | (T2) |
| |                         |      |
| |                         |      |

El conjunto de constantes 0, ∞, 1 en la fila superior del lado izquierdo son los puntos singulares regulares de la ecuación hipergeométrica de Gauss. Sus exponentes, es decir, las soluciones de la ecuación indicial, para la expansión alrededor del punto singular 0 son 0 y 1 − c, correspondientes a las dos soluciones linealmente independientes, y para la expansión alrededor del punto singular 1 son 0 y c − a − b. De manera similar, los exponentes de ∞ son a y b para las dos soluciones.
Así, se obtiene
| :{\displaystyle w(z)=\left({\frac {z-a}{z-b}}\right)^{\alpha }\left({\frac {z-c}{z-b}}\right)^{\gamma }{}_{2}F_{1}\left(\alpha +\beta +\gamma ,\,\alpha +\beta '+\gamma ;\,1+\alpha -\alpha ';\,{\frac {(z-a)(c-b)}{(z-b)(c-a)}}\right),} | \| \| \| \| \| \| \| \| | (T3) |
| |                         |      |
| |                         |      |

donde la condición (a veces llamada identidad de Riemann)
{\displaystyle \alpha +\alpha '+\beta +\beta '+\gamma +\gamma '=1}
sobre los exponentes de las soluciones de la ecuación diferencial de Riemann se ha utilizado para definir γ′.
El primer conjunto de constantes en el lado izquierdo de (T1), a, b, c, denota los puntos singulares regulares de la ecuación diferencial de Riemann. El segundo conjunto, α, β, γ, son los exponentes correspondientes en a, b, c para una de las dos soluciones linealmente independientes y, en consecuencia, α′, β′, γ′ son exponentes en a, b, c para la segunda solución.
Se define ahora una acción del grupo de Lorentz en el conjunto de todas las funciones P de Riemann configurando primero
| :{\displaystyle u(\Lambda )(z)={\frac {Az+B}{Cz+D}},} | \| \| \| \| \| \| \| \| | (T4) |
|                                                       |                         |      |
|                                                       |                         |      |

donde A,  B,  C,  D son las entradas en
| :{\displaystyle \lambda ={\begin{pmatrix}A&B\\C&D\end{pmatrix}}\in {\text{SL}}(2,\mathbb {C} ),} | \| \| \| \| \| \| \| \| | (T5) |
|                                                                                                  |                         |      |
|                                                                                                  |                         |      |

para Λ= p(λ) ∈ SO(3; 1)+ una transformación de Lorentz.
Se define
| :{\displaystyle [\Pi (\Lambda )P](z)=P[u(\Lambda )(z)],} | \| \| \| \| \| \| \| \| | (T6) |
|                                                          |                         |      |
|                                                          |                         |      |

donde P es una función P de Riemann. La función resultante es nuevamente una función P de Riemann. El efecto de la transformación de Möbius del argumento es el de desplazar polos a nuevas ubicaciones, cambiando así los puntos críticos, pero no hay cambios en los exponentes de la ecuación diferencial que satisface la nueva función. La nueva función se expresa como
| :{\displaystyle [\Pi (\Lambda )P](u)=P\left\{{\begin{matrix}\eta &\zeta &\theta &\\\alpha &\beta &\gamma &\;u\\\alpha '&\beta '&\gamma '&\end{matrix}}\right\},} | \| \| \| \| \| \| \| \| | (T6) |
| |                         |      |
| |                         |      |

donde
| :{\displaystyle \eta ={\frac {Aa+B}{Ca+D}}\quad {\text{y }}\quad \zeta ={\frac {Ab+B}{Cb+D}}\quad {\text{y }}\quad \theta ={\frac {Ac+B}{Cc+D}}.} | \| \| \| \| \| \| \| \| | (T7) |
| |                         |      |
| |                         |      |

## Representaciones unitarias de dimensión infinita

### Historia
El grupo de Lorentz SO(3; 1)+ y su doble recubrimiento {\displaystyle {\text{SL}}(2,\mathbb {C} )} también tienen representaciones unitarias de dimensión infinita, estudiadas de forma independiente por Bargmann (1947), Gelfand y Naimark (1947) y Harish-Chandra (1947) a instancias de Paul Dirac. Este camino de desarrollo comenzó con Dirac (1936), donde ideó las matrices U y B necesarias para la descripción del espín superior (compárese con las matrices gamma), elaboradas por Fierz (1939), véase también Fierz y Pauli (1939), y los precursores con propouestas antecedentes de las ecuaciones de Bargmann-Wigner. En Dirac (1945) propuso un espacio de representación concreto de dimensión infinita cuyos elementos fueron llamados expansores como una generalización de los tensores. Estas ideas fueron incorporadas por Harish-Chandra y ampliadas con los expinores como una generalización de dimensiones infinitas de los espinores en su artículo de 1947.
Gelfand y Naimark obtuvieron por primera vez la fórmula de Plancherel para estos grupos mediante cálculos complicados. Posteriormente, Harish-Chandra (1951) y Gelfand y Graev (1953) simplificaron considerablemente el tratamiento, basándose en un análogía para {\displaystyle {\text{SL}}(2,\mathbb {C} )} de la fórmula de integración de Hermann Weyl para el grupo de Lie compacto. Se pueden encontrar relatos elementales de este enfoque en Rühl (1970) y Knapp (2001).
La teoría de funciones esféricas para el grupo de Lorentz, requerida para el análisis armónico en el modelo hiperboloide del espacio hiperbólico tridimensional basado de un espacio-tiempo de Minkowski, es considerablemente más sencilla que la teoría general. Solo involucra representaciones de la serie principal esférica y puede tratarse directamente, porque en coordenadas radiales el operador laplaciano en el hiperboloide es equivalente al laplaciano en {\displaystyle \mathbb {R} .} Esta teoría se analiza en Takahashi (1963), Helgason (1968), Helgason (2000) y el texto póstumo de Jorgenson y Lang (2008).

### Serie principal para SL(2, C)
Las series principales, o series principales unitarias, son las representaciones unitarias inducidas de las representaciones unidimensionales del subgrupo triangular inferior B de {\displaystyle G={\text{SL}}(2,\mathbb {C} ).} Dado que las representaciones unidimensionales de B corresponden a las representaciones de las matrices diagonales, con entradas complejas distintas de cero z y z−1, tienen la forma
{\displaystyle \chi _{\nu ,k}{\begin{pmatrix}z&0\\c&z^{-1}\end{pmatrix}}=r^{i\nu }e^{ik\theta },}
para k un número entero, ν real y con z= reiθ. Las representaciones son irreducibles, las únicas repeticiones, es decir, isomorfismos de representaciones, ocurren cuando k se reemplaza por −k. Por definición, las representaciones se realizan en secciones L2 de un haz de rectas en {\displaystyle G/B=\mathbb {S} ^{2},} que es isomorfo a la esfera de Riemann. Cuando k= 0, estas representaciones constituyen la llamada serie principal esférica.
La restricción de una serie principal al subgrupo compacto máximo K= SU(2) de G también se puede realizar como una representación inducida de K utilizando la identificación G/B= K/T, donde T= B ∩ K es el toro máximo en K que consta de matrices diagonales con | z |= 1. Es la representación inducida a partir de la representación unidimensional zkT y es independiente de ν. Por la reciprocidad de Frobenius, en K se descomponen como una suma directa de las representaciones irreducibles de K con dimensiones Expresión errónea: carácter de puntuación «'» desconocido. + 2m + 1 siendo m un entero no negativo.
Usando la identificación entre la esfera de Riemann menos un punto y {\displaystyle \mathbb {C} ,} la serie principal se puede definir directamente en {\displaystyle L^{2}(\mathbb {C} )} mediante la fórmula
{\displaystyle \pi _{\nu ,k}{\begin{pmatrix}a&b\\c&d\end{pmatrix}}^{-1}f(z)=|cz+d|^{-2-i\nu }\left({cz+d \over |cz+d|}\right)^{-k}f\left({az+b \over cz+d}\right).}
La irreducibilidad se puede comprobar de diversas formas:
- La representación ya es irreducible en B. Esto se puede ver directamente, pero también es un caso especial de resultados generales sobre la irreducibilidad de representaciones inducidas debido a François Bruhat y George Mackey, basándose en la descomposición de Bruhat G= B ∪ BsB donde s es el elemento del grupo de Weyl:[134]{\displaystyle {\begin{pmatrix}0&-1\\1&0\end{pmatrix}}}.
- La acción del álgebra de Lie {\displaystyle {\mathfrak {g}}} de G se puede calcular sobre la suma directa algebraica de los subespacios irreducibles de K, se puede calcular explícitamente y se puede verificar directamente que el subespacio de menor dimensión genera esta suma directa como el módulo de {\displaystyle {\mathfrak {g}}}.[8][135]

### Serie complementaria paraSL(2, C)
Para 0 < t < 2, la serie complementaria se define en {\displaystyle L^{2}(\mathbb {C} )} para el producto interno
{\displaystyle (f,g)_{t}=\iint {\frac {f(z){\overline {g(w)}}}{|z-w|^{2-t}}}\,dz\,dw,}
con la acción dada por
{\displaystyle \pi _{t}{\begin{pmatrix}a&b\\c&d\end{pmatrix}}^{-1}f(z)=|cz+d|^{-2-t}f\left({az+b \over cz+d}\right).}
Las representaciones de las series complementarias son irreducibles y no isomorfas por pares. Como representación de K, cada una es isomorfa a la suma directa del espacio de Hilbert de todas las representaciones irreducibles de dimensiones impares de K= SU(2). La irreducibilidad se puede demostrar analizando la acción de {\displaystyle {\mathfrak {g}}} sobre la suma algebraica de estos subespacios o directamente sin utilizar el álgebra de Lie.

### Teorema de Plancherel para SL(2, C)
Las únicas representaciones unitarias irreductibles de {\displaystyle {\text{SL}}(2,\mathbb {C} )} son la serie principal, la serie complementaria y la representación trivial. Dado que −I actúa como (−1)k en la serie principal y trivialmente en el resto, estas darán todas las representaciones unitarias irreducibles del grupo de Lorentz, siempre que k se considere par.
Para descomponer la representación regular izquierda de G en {\displaystyle L^{2}(G)} solo se requieren las series principales. Esto produce inmediatamente la descomposición en las subrepresentaciones {\displaystyle L^{2}(G/\{\pm I\}),} la representación regular izquierda del grupo de Lorentz, y {\displaystyle L^{2}(G/K),} la representación regular en el espacio hiperbólico tridimensional (el primero solo implica representaciones de series principales con k par y el segundo solo aquellas con k= 0).
Las representaciones regulares izquierda y derecha λ y ρ se definen en {\displaystyle L^{2}(G)} por
{\displaystyle {\begin{aligned}(\lambda (g)f)(x)&=f\left(g^{-1}x\right)\\(\rho (g)f)(x)&=f(xg)\end{aligned}}}
Ahora bien, si f es un elemento de Cc(G), el operador {\displaystyle \pi _{\nu ,k}(f)} definido por
{\displaystyle \pi _{\nu ,k}(f)=\int _{G}f(g)\pi (g)\,dg}
es el operador de Hilbert–Schmidt. Se define un espacio de Hilbert H mediante
{\displaystyle H=\bigoplus _{k\geqslant 0}{\text{HS}}\left(L^{2}(\mathbb {C} )\right)\otimes L^{2}\left(\mathbb {R} ,c_{k}{\sqrt {\nu ^{2}+k^{2}}}d\nu \right),}
donde
{\displaystyle c_{k}={\begin{cases}{\frac {1}{4\pi ^{3/2}}}&k=0\\{\frac {1}{(2\pi )^{3/2}}}&k\neq 0\end{cases}}}
y {\displaystyle {\text{HS}}\left(L^{2}(\mathbb {C} )\right)} denota el espacio de Hilbert de los operadores de Hilbert-Schmidt en {\displaystyle L^{2}(\mathbb {C} ).} Entonces, la aplicación U definida en Cc(G) por
{\displaystyle U(f)(\nu ,k)=\pi _{\nu ,k}(f)}
se extiende a un elemento unitario de {\displaystyle L^{2}(G)} sobre H.
La aplicación U satisface la propiedad de entrelazamiento
{\displaystyle U(\lambda (x)\rho (y)f)(\nu ,k)=\pi _{\nu ,k}(x)^{-1}\pi _{\nu ,k}(f)\pi _{\nu ,k}(y).}
Si f1, f2 están en Cc(G), entonces, por unitaridad
{\displaystyle (f_{1},f_{2})=\sum _{k\geqslant 0}c_{k}^{2}\int _{-\infty }^{\infty }\operatorname {Tr} \left(\pi _{\nu ,k}(f_{1})\pi _{\nu ,k}(f_{2})^{*}\right)\left(\nu ^{2}+k^{2}\right)\,d\nu .}
Por lo tanto, si {\displaystyle f=f_{1}*f_{2}^{*}} denota la convolución de {\displaystyle f_{1}} y {\displaystyle f_{2}^{*},} y {\displaystyle f_{2}^{*}(g)={\overline {f_{2}(g^{-1})}},} entonces
{\displaystyle f(1)=\sum _{k\geqslant 0}c_{k}^{2}\int _{-\infty }^{\infty }\operatorname {Tr} \left(\pi _{\nu ,k}(f)\right)\left(\nu ^{2}+k^{2}\right)\,d\nu .}
Las dos últimas fórmulas mostradas generalmente se denominan fórmula de Plancherel e inversión de Fourier respectivamente.
La fórmula de Plancherel se extiende a todos los {\displaystyle f_{i}\in L^{2}(G).} Según un teorema de Jacques Dixmier y Paul Malliavin, cada función suave y compactamente soportada en {\displaystyle G} es una suma finita de convoluciones de funciones semejantes, y la fórmula de inversión es válida para tal f. Puede extenderse a clases de funciones mucho más amplias que satisfagan condiciones leves de diferenciabilidad.

### Clasificación de representaciones deSO(3, 1)
La estrategia seguida en la clasificación de las representaciones irreducibles de dimensión infinita es, en analogía con el caso de dimensión finita, asumir que existen e investigar sus propiedades. Por lo tanto, primero se supone que se tiene a mano una representación  fuertemente continua de dimensión infinita irreducible ΠH en un espacio de Hilbert H de SO(3; 1)+. Dado que SO(3) es un subgrupo, ΠH también es una representación del mismo. Cada subrepresentación irreducible de SO(3) es de dimensión finita, y la representación de SO(3) es reducible a una suma directa de representaciones unitarias irreducibles de dimensión finita de SO(3) si ΠH es unitario.
Los pasos son los siguientes:
1. Se elige una base de vectores propios comunes de J2 y J3.
2. Se calculan los elementos de las matrices de J1, J2, J3 y K1, K2, K3.
3. Se imponen las relaciones de conmutación del álgebra de Lie.
4. Se requiere la unitaridad junto con la ortonormalidad de la base.[nb 37]

#### Paso 1
La elección de una base propia y del indexado viene dada por
{\displaystyle \left|j_{0}\,j_{1};j\,m\right\rangle .}
Si se tratara de una representación de dimensión finita, entonces j0 correspondería al valor propio más bajo j(j + 1) de J2 en la representación, igual a |m − n|, y j1 correspondería al valor propio más alto, igual a m + n. En el caso de dimensión infinita, j0 ≥ 0 conserva este significado, pero j1 no. Para simplificar, se supone que un j dado aparece como máximo una vez en una representación determinada (este es el caso de las representaciones de dimensión finita), y se puede demostrar que es posible evitar la suposición (con un cálculo un poco más complicado) con los mismos resultados.

#### Paso 2
El siguiente paso es calcular los elementos matriciales de los operadores J1, J2, J3 y K1, K2, K3 que forman la base del álgebra de Lie de {\displaystyle {\mathfrak {so}}(3;1).} Los elementos matriciales de {\displaystyle J_{\pm }=J_{1}\pm iJ_{2}} y {\displaystyle J_{3}} (se entiende el álgebra de Lie complejizada) se conocen por la teoría de representación del grupo de rotación, y están dados por
{\displaystyle {\begin{aligned}\left\langle j\,m\right|J_{+}\left|j\,m-1\right\rangle =\left\langle j\,m-1\right|J_{-}\left|j\,m\right\rangle &={\sqrt {(j+m)(j-m+1)}},\\\left\langle j\,m\right|J_{3}\left|j\,m\right\rangle &=m,\end{aligned}}}
donde los índices j0 y j1 se han eliminado, ya que son los mismos para todos los vectores base en la representación.
Debido a las relaciones de conmutación: {\displaystyle [J_{i},K_{j}]=i\epsilon _{ijk}K_{k},} el triplete (K1, K2, K3) ≡ K es un operador vectorial y el teorema de Wigner–Eckart se aplica para el cálculo de elementos matriciales entre los estados representados por la base elegida. Los elementos de la matriz de
{\displaystyle {\begin{aligned}K_{0}^{(1)}&=K_{3},\\K_{\pm 1}^{(1)}&=\mp {\frac {1}{\sqrt {2}}}(K_{1}\pm iK_{2}),\end{aligned}}}
donde el superíndice (1) significa que las cantidades definidas son los componentes de un operador tensorial esférico de rango k= 1 (lo que también explica el factor √2) y los subíndices 0, ±1 se denominan q en las fórmulas siguientes, están dados por
{\displaystyle {\begin{aligned}\left\langle j'm'\left|K_{0}^{(1)}\right|j\,m\right\rangle &=\left\langle j'\,m'\,k=1\,q=0|j\,m\right\rangle \left\langle j\left\|K^{(1)}\right\|j'\right\rangle ,\\\left\langle j'm'\left|K_{\pm 1}^{(1)}\right|j\,m\right\rangle &=\left\langle j'\,m'\,k=1\,q=\pm 1|j\,m\right\rangle \left\langle j\left\|K^{(1)}\right\|j'\right\rangle .\end{aligned}}}
Aquí, los primeros factores en el lado derecho son los coeficientes de Clebsch-Gordan para acoplar j′ con k para obtener j. Los segundos factores son los elementos de matriz reducidos. No dependen de m, m′ ni de q, sino que dependen de j, j′ y, por supuesto, de K. Para obtener una lista completa de ecuaciones que no desaparecen, consúltese Harish-Chandra (1947, p. 375).

#### Paso 3
El siguiente paso es exigir que se cumplan las relaciones del álgebra de Lie, es decir, que
{\displaystyle [K_{\pm },K_{3}]=\pm J_{\pm },\quad [K_{+},K_{-}]=-2J_{3}.}
Esto da como resultado un conjunto de ecuaciones cuyas soluciones son
{\displaystyle {\begin{aligned}\left\langle j\left\|K^{(1)}\right\|j\right\rangle &=i{\frac {j_{1}j_{0}}{\sqrt {j(j+1)}}},\\\left\langle j\left\|K^{(1)}\right\|j-1\right\rangle &=-B_{j}\xi _{j}{\sqrt {j(2j-1)}},\\\left\langle j-1\left\|K^{(1)}\right\|j\right\rangle &=B_{j}\xi _{j}^{-1}{\sqrt {j(2j+1)}},\end{aligned}}}
donde
{\displaystyle B_{j}={\sqrt {\frac {(j^{2}-j_{0}^{2})(j^{2}-j_{1}^{2})}{j^{2}(4j^{2}-1)}}},\quad j_{0}=0,{\tfrac {1}{2}},1,\ldots \quad {\text{y }}\quad j_{1},\xi _{j}\in \mathbb {C} .}

#### Paso 4
La imposición del requisito de unitaridad de la representación correspondiente del grupo restringe los valores posibles para los números complejos arbitrarios j0 y ξj. La unitaridad de la representación del grupo se traduce en el requisito de que los representantes del álgebra de Lie sean hermíticos, es decir
{\displaystyle K_{\pm }^{\dagger }=K_{\mp },\quad K_{3}^{\dagger }=K_{3}.}
Esto se traduce en
{\displaystyle {\begin{aligned}\left\langle j\left\|K^{(1)}\right\|j\right\rangle &={\overline {\left\langle j\left\|K^{(1)}\right\|j\right\rangle }},\\\left\langle j\left\|K^{(1)}\right\|j-1\right\rangle &=-{\overline {\left\langle j-1\left\|K^{(1)}\right\|j\right\rangle }},\end{aligned}}}
llevando a
{\displaystyle {\begin{aligned}j_{0}\left(j_{1}+{\overline {j_{1}}}\right)&=0,\\\left|B_{j}\right|\left(\left|\xi _{j}\right|^{2}-e^{-2i\beta _{j}}\right)&=0,\end{aligned}}}
donde βj es el ángulo de Bj en forma polar. Porque |Bj| ≠ 0, se sigue que {\displaystyle \left|\xi _{j}\right|^{2}=1}, y {\displaystyle \xi _{j}=1} se elige por convención. Hay dos casos posibles:
- {\displaystyle {\underline {j_{1}+{\overline {j_{1}}}=0.}}} En este caso j1= − iν, ν real:[156]{\displaystyle \left\langle j\left\|K^{(1)}\right\|j\right\rangle ={\frac {\nu j_{0}}{j(j+1)}}\quad {\text{y }}\quad B_{j}={\sqrt {\frac {(j^{2}-j_{0}^{2})(j^{2}+\nu ^{2})}{4j^{2}-1}}}} Esta es la serie principal. Sus elementos se denotan {\displaystyle (j_{0},\nu ),2j_{0}\in \mathbb {N} ,\nu \in \mathbb {R} .}
- {\displaystyle {\underline {j_{0}=0.}}} Se sigue que::[157]{\displaystyle \left\langle j\left\|K^{(1)}\right\|j\right\rangle =0\quad {\text{y }}\quad B_{j}={\sqrt {\frac {j^{2}-\nu ^{2}}{4j^{2}-1}}}} Dado que B0= Bj0, B2
j es real y positivo para j= 1, 2, ..., lo que lleva a −1 ≤ ν ≤ 1. Esta es una serie complementaria. Sus elementos se denotan como (0, ν), −1 ≤ ν ≤ 1

Esto muestra que las representaciones anteriores son todas representaciones unitarias irreducibles de dimensión infinita.

## Fórmulas explícitas

### Convenciones y bases del álgebra de Lie
La métrica de elección viene dada por η= diag(−1, 1, 1, 1) y se utiliza la convención de física para las álgebras de Lie y la aplicación exponencial. Estas elecciones son arbitrarias, pero una vez que se toman, son fijas. Una posible elección de base para el álgebra de Lie está, en la representación de cuadrivectores, dada por:
{\displaystyle {\begin{aligned}J_{1}=J^{23}=-J^{32}&=i{\begin{pmatrix}0&0&0&0\\0&0&0&0\\0&0&0&-1\\0&0&1&0\end{pmatrix}},&K_{1}=J^{01}=-J^{10}&=i{\begin{pmatrix}0&1&0&0\\1&0&0&0\\0&0&0&0\\0&0&0&0\end{pmatrix}},\\[8pt]J_{2}=J^{31}=-J^{13}&=i{\begin{pmatrix}0&0&0&0\\0&0&0&1\\0&0&0&0\\0&-1&0&0\end{pmatrix}},&K_{2}=J^{02}=-J^{20}&=i{\begin{pmatrix}0&0&1&0\\0&0&0&0\\1&0&0&0\\0&0&0&0\end{pmatrix}},\\[8pt]J_{3}=J^{12}=-J^{21}&=i{\begin{pmatrix}0&0&0&0\\0&0&-1&0\\0&1&0&0\\0&0&0&0\end{pmatrix}},&K_{3}=J^{03}=-J^{30}&=i{\begin{pmatrix}0&0&0&1\\0&0&0&0\\0&0&0&0\\1&0&0&0\end{pmatrix}}.\\[8pt]\end{aligned}}}
Las relaciones de conmutación del álgebra de Lie {\displaystyle {\mathfrak {so}}(3;1)} son:
{\displaystyle \left[J^{\mu \nu },J^{\rho \sigma }\right]=i\left(\eta ^{\sigma \mu }J^{\rho \nu }+\eta ^{\nu \sigma }J^{\mu \rho }-\eta ^{\rho \mu }J^{\sigma \nu }-\eta ^{\nu \rho }J^{\mu \sigma }\right).}
En notación tridimensional, estas son
{\displaystyle \left[J_{i},J_{j}\right]=i\epsilon _{ijk}J_{k},\quad \left[J_{i},K_{j}\right]=i\epsilon _{ijk}K_{k},\quad \left[K_{i},K_{j}\right]=-i\epsilon _{ijk}J_{k}.}
La elección de la base anterior satisface las relaciones, pero son posibles otras elecciones. Debe observarse el uso múltiple del símbolo J arriba y en lo sucesivo.
Por ejemplo, un impulso típico y una rotación típica se exponencian como,
{\displaystyle \exp(-i\xi K_{1})={\begin{pmatrix}\cosh \xi &\sinh \xi &0&0\\\sinh \xi &\cosh \xi &0&0\\0&0&1&0\\0&0&0&1\end{pmatrix}},\qquad \exp(-i\theta J_{1})={\begin{pmatrix}1&0&0&0\\0&1&0&0\\0&0&\cos \theta &-\sin \theta \\0&0&\sin \theta &\cos \theta \end{pmatrix}},}
simétrico y ortogonal, respectivamente.

### Espinores y biespinores de Weyl
Tomando, a su vez, m= 12, n= 0 y m= 0, n= 12 y estableciendo
{\displaystyle J_{i}^{\left({\frac {1}{2}}\right)}={\frac {1}{2}}\sigma _{i}}

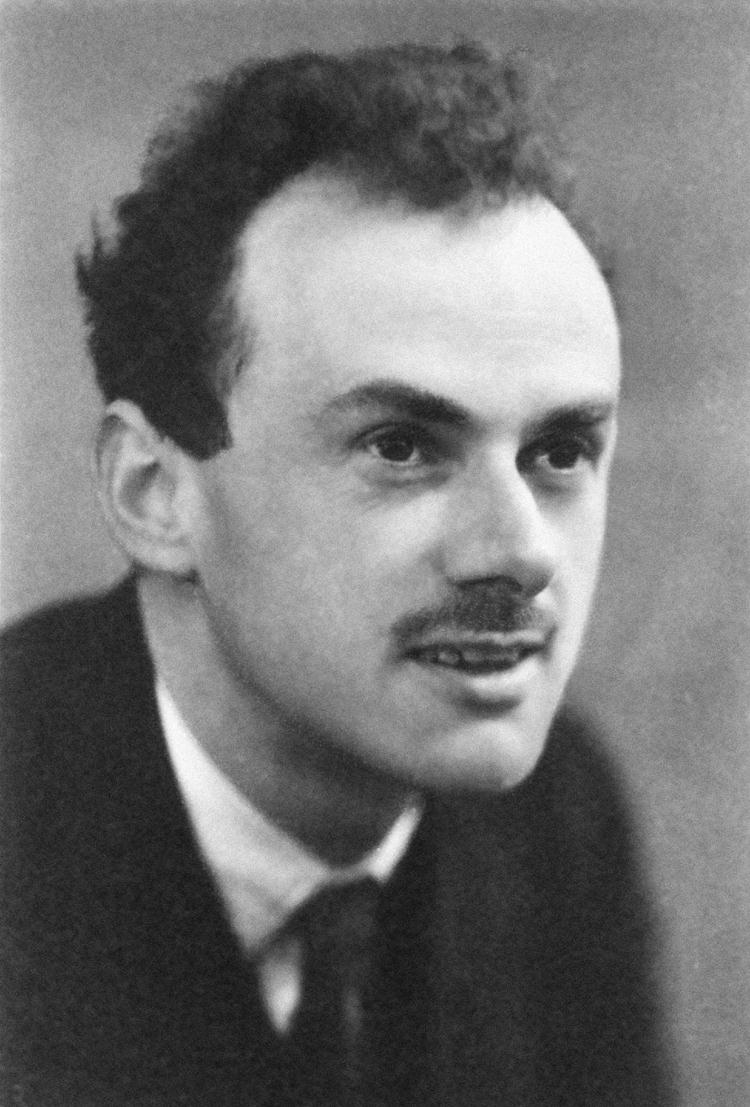
Soluciones para la transformación de la ecuación de Dirac bajo la representación (1/2, 0) ⊕ (0, 1/2). Dirac descubrió las matrices gamma en su búsqueda de una ecuación relativista invariante, entonces ya conocida por los matemáticos.

en la expresión general (G1), y usando las relaciones triviales 11= 1 y J(0)= 0, se sigue que
| :{\displaystyle {\begin{aligned}\pi _{\left({\frac {1}{2}},0\right)}(J_{i})&={\frac {1}{2}}\left(\sigma _{i}\otimes 1_{(1)}+1_{(2)}\otimes J_{i}^{(0)}\right)={\frac {1}{2}}\sigma _{i}\\\pi _{\left({\frac {1}{2}},0\right)}(K_{i})&={\frac {-i}{2}}\left(1_{(2)}\otimes J_{i}^{(0)}-\sigma _{i}\otimes 1_{(1)}\right)={\frac {i}{2}}\sigma _{i}\\[6pt]\pi _{\left(0,{\frac {1}{2}}\right)}(J_{i})&={\frac {1}{2}}\left(J_{i}^{(0)}\otimes 1_{(2)}+1_{(1)}\otimes \sigma _{i}\right)={\frac {1}{2}}\sigma _{i}\\\pi _{\left(0,{\frac {1}{2}}\right)}(K_{i})&={\frac {-i}{2}}\left(1_{(1)}\otimes \sigma _{i}-J_{i}^{(0)}\otimes 1_{(2)}\right)={\frac {-i}{2}}\sigma _{i}\end{aligned}}} | \| \| \| \| \| \| \| \| | (W1 ) |
| |                         |       |
| |                         |       |

Estas son las representaciones de la ecuación de Weyl por la izquierda y por la derecha. Actúan mediante multiplicación de matrices en espacios vectoriales complejos bidimensionales (con opción de base) VL y VR, cuyos elementos ΨL y ΨR se denominan espinores de Weyl por la izquieda y por la derecha respectivamente. Dado
{\displaystyle \left(\pi _{\left({\frac {1}{2}},0\right)},V_{\text{L}}\right)\quad {\text{y }}\quad \left(\pi _{\left(0,{\frac {1}{2}}\right)},V_{\text{R}}\right)}
se forma su suma directa como representaciones,
| :{\displaystyle {\begin{aligned}\pi _{\left({\frac {1}{2}},0\right)\oplus \left(0,{\frac {1}{2}}\right)}\left(J_{i}\right)&={\frac {1}{2}}{\begin{pmatrix}\sigma _{i}&0\\0&\sigma _{i}\end{pmatrix}}\\[8pt]\pi _{\left({\frac {1}{2}},0\right)\oplus \left(0,{\frac {1}{2}}\right)}\left(K_{i}\right)&={\frac {i}{2}}{\begin{pmatrix}\sigma _{i}&0\\0&-\sigma _{i}\end{pmatrix}}\end{aligned}}} | \| \| \| \| \| \| \| \| | (D1 ) |
| |                         |       |
| |                         |       |

Esta es, exceptuando transformaciones de semejanza, la representación del espinor de Dirac (12,0) ⊕ (0,12) de {\displaystyle {\mathfrak {so}}(3;1).} Actúa sobre los elementos de 4 componentes (ΨL, ΨR) de (VL ⊕ VR), llamados biespinores, mediante multiplicación de matrices. La representación se puede obtener de forma más general e independiente de las bases utilizando el álgebra de Clifford. Estas expresiones para biespinores y espinores de Weyl se extienden por linealidad de las álgebras de Lie y representaciones a todas las expresiones {\displaystyle {\mathfrak {so}}(3;1).} para las representaciones de grupos que se obtienen por exponenciación.

## Problemas abiertos
La clasificación y caracterización de la teoría de la representación del grupo de Lorentz se completó en 1947. Pero en asociación con el programa de Bargmann-Wigner, aún quedan problemas puramente matemáticos sin resolver, relacionados con las representaciones unitarias de dimensión infinita.
Las representaciones unitarias irreducibles de dimensión infinita pueden tener relevancia indirecta para la realidad física en las teorías especulativas modernas, ya que el grupo de Lorentz (generalizado) aparece como el grupo pequeño del grupo de Poincaré de vectores espaciales en una dimensión espacio-temporal superior. Las correspondientes representaciones unitarias de dimensión infinita del grupo (generalizado) de Poincaré son las llamadas representaciones taquiónicas. Los taquiones aparecen en el espectro de la teoría de cuerdas bosónica y están asociados con la inestabilidad del vacío. Aunque los taquiones pueden no existir en la naturaleza, estas representaciones deben comprenderse matemáticamente para comprender la teoría de cuerdas. Esto es así porque los estados taquiónicos también aparecen en la teoría de supercuerdas en un intento de crear modelos realistas.
Un problema abierto es la finalización del programa de Bargmann-Wigner para el grupo de isometría SO(D − 2, 1) del espacio-tiempo de la métrica de De Sitter dSD−2. Idealmente, los componentes físicos de las funciones de onda se realizarían en el hiperboloide dSD−2 de radio μ > 0 embebido en {\displaystyle \mathbb {R} ^{D-2,1}} y las correspondientes ecuaciones de onda covariantes O(D−2, 1) de la representación unitaria de dimensión infinita que se debe conocer.